# Riedlingen
Riedlingen (schwäbisch Riadlenga) ist eine Kleinstadt in Baden-Württemberg mit sieben Teilorten und 11.271 Einwohnern. Riedlingen liegt am Südrand der Schwäbischen Alb an der Donau im westlichen Oberschwaben. Die Hochschulstadt ist ein Mittelzentrum im Großraum Ulm und gehört zum Regierungspräsidium Tübingen und zum Landkreis Biberach. Riedlingen ist Schul- und Verwaltungsstadt von regionaler Bedeutung. Es ist Sitz eines Amtsgerichts und eines Finanzamts und ist ein Zentrum klein- und mittelständischen Gewerbes.
Riedlingen, 835 urkundlich erstmals erwähnt und bis 1805 Teil von Schwäbisch-Österreich/Vorderösterreich, ist überregional bekannt für seine ins Hochmittelalter zurückreichenden Kulturdenkmale, die weitgehend unverändert erhaltene Altstadt, den größten Fohlenmarkt Deutschlands, den Gallusmarkt und den Flohmarkt. Riedlingen ist mit der Narrenzunft Gole eine Hochburg der schwäbisch-alemannischen Fasnet.
Es beheimatet die größte Privathochschule Baden-Württembergs und die erste deutsche Seniorengenossenschaft als bürgerschaftliche Selbsthilfeeinrichtung.
Riedlingen liegt in der Ferienregion Oberschwaben-Allgäu und ist einer der Hauptorte der oberschwäbischen Barockstraße und der deutschen Fachwerkstraße.
Bekannte Persönlichkeiten der Stadt sind unter anderen der Reformator Johannes Zwick, der Klavierbauer Conrad Graf und der Bildhauer Johann Joseph Christian.

## Geographie

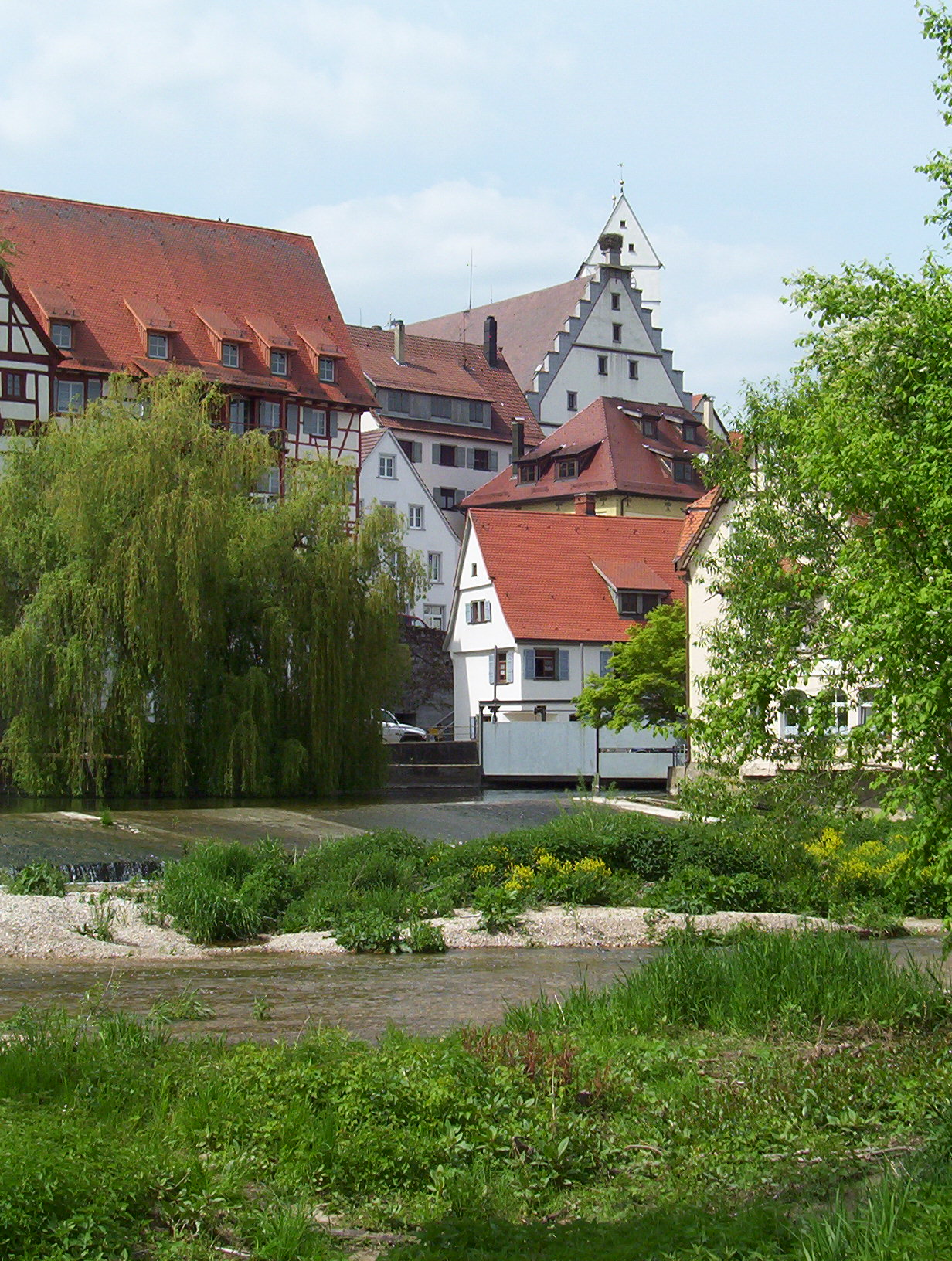
Riedlingen, Blick von der Donauinsel

### Geographische Lage
Riedlingen liegt in einem weiten Talgebiet der Donau, am südlichen Fuß der Schwäbischen Alb. Im Westen und Norden erreicht das Stadtgebiet die Albausläufer sowie die bewaldeten Molasseberge Tautschbuch (734 m) und Österberg (652 m). Im Osten erhebt sich in Sichtweite von Riedlingen der oberschwäbische Hausberg Bussen (767 m), der auch „Heiliger Berg Oberschwabens“ genannt wird.
Auf der linken Uferseite münden bei Altheim die Biber, bei Riedlingen der Zollhauser Bach und bei Zwiefaltendorf die Zwiefalter Aach in die Donau. Rechtsseitig nimmt das Gewässer flussabwärts die Schwarzach beim Vöhringer Hof und die Kanzach bei Daugendorf auf.
Die Riedlinger Altstadt liegt auf einer Platte aus widerständigen gebankten Kalken des Oberen Jura, die sich hoch über das Niveau der Donauaue erhebt. Nach Nordwesten sind die Kalke von Grundmoräne der Riß-Kaltzeit überdeckt.

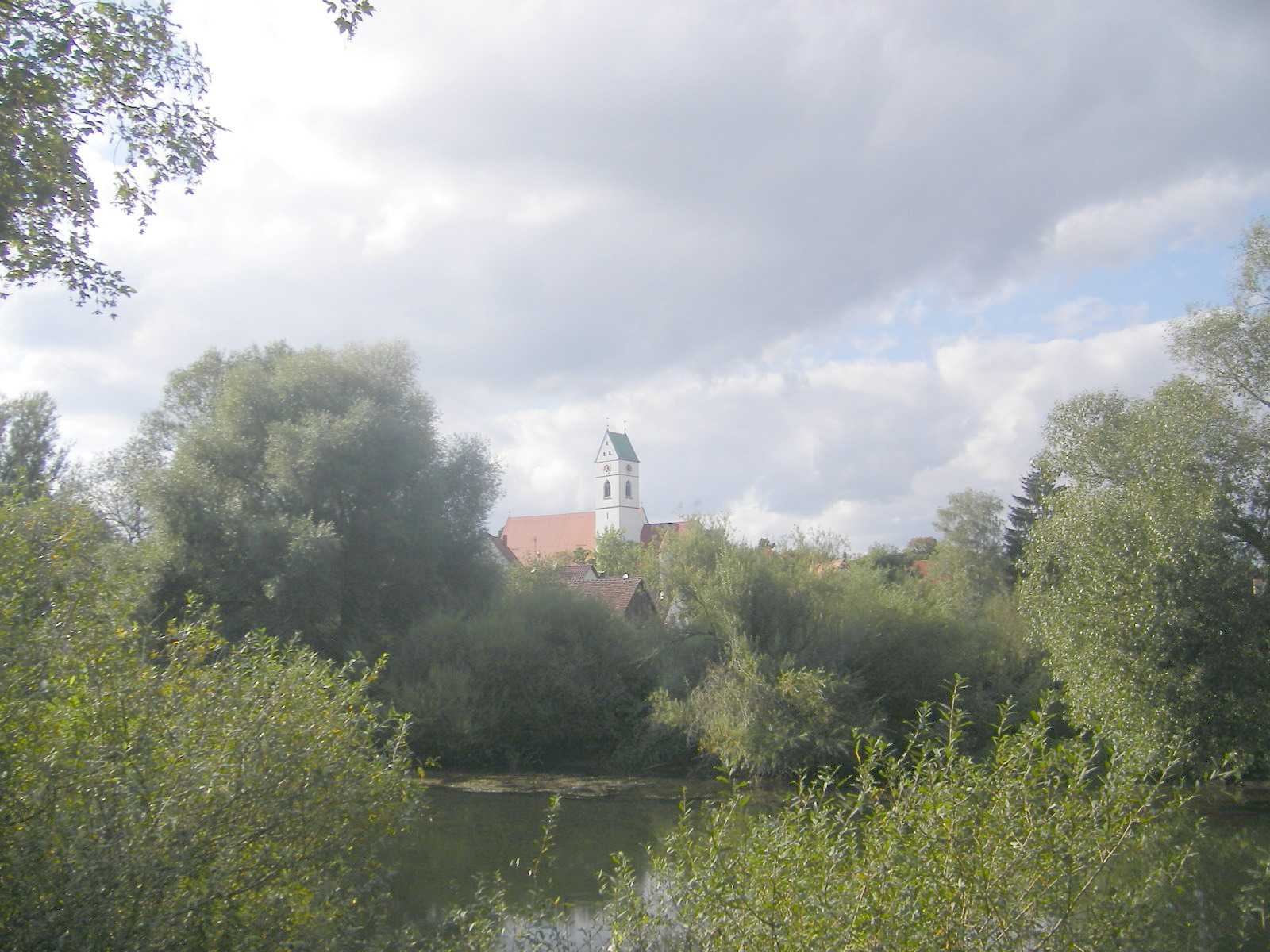
Riedlingen vom Donauried aus gesehen, Blick auf den Turm von Sankt Georg

Die Gemarkung erstreckt sich über eine Höhenlage von 774 m ü. NHN im Nordwesten auf dem Reifersberg bis 515 m ü. NHN an der Donau beim Austritt aus dem Stadtgebiet.

### Stadtgliederung
Die Stadt besteht aus der Kernstadt und den im Rahmen der Gemeindereform in den 1970er Jahren eingegliederten sieben Gemeinden Bechingen, Daugendorf, Grüningen, Neufra, Pflummern, Zell und Zwiefaltendorf. Jede dieser Ortschaften verfügt über eine Ortsverwaltung, jeweils unter der Leitung eines Ortsvorstehers.
Unmittelbar an der Donau entstand bereits in frühmittelalterlicher Zeit ein Weiler, dessen dörfliche Strukturen heute noch sichtbar sind. Eine befestigte Stadtanlage entstand im Nordosten mit städtischem Charakter. Beide Orte wurden im 14. Jahrhundert durch eine Mauer zur Stadt Riedlingen vereinigt.

„Riedlingen vermittelt bis heute ein weitgehend unverfälschtes Bild einer auf ihren mittelalterlichen Grundlagen gewachsenen, ehemals vorderösterreichischen Donaustadt des 16.–19. Jahrhunderts.“

Um das Rechteck des mittelalterlichen Stadtkerns entstanden Neubaugebiete, zuerst in der Donauaue (Eichenau, bis 1970) und im Nordwesten der Altstadt. Die Stadt wuchs vor allem nach Nordwesten (Grüninger Siedlung), Südosten und Osten, seit 2000 auch nach Norden (Klinge).
Seit 1994 steht die historische Altstadt Riedlingens als Gesamtanlage unter Denkmalschutz.
Östlich der Schwarzach entwickelte sich seit 1950 ein Industriegebiet.

### Raumplanung

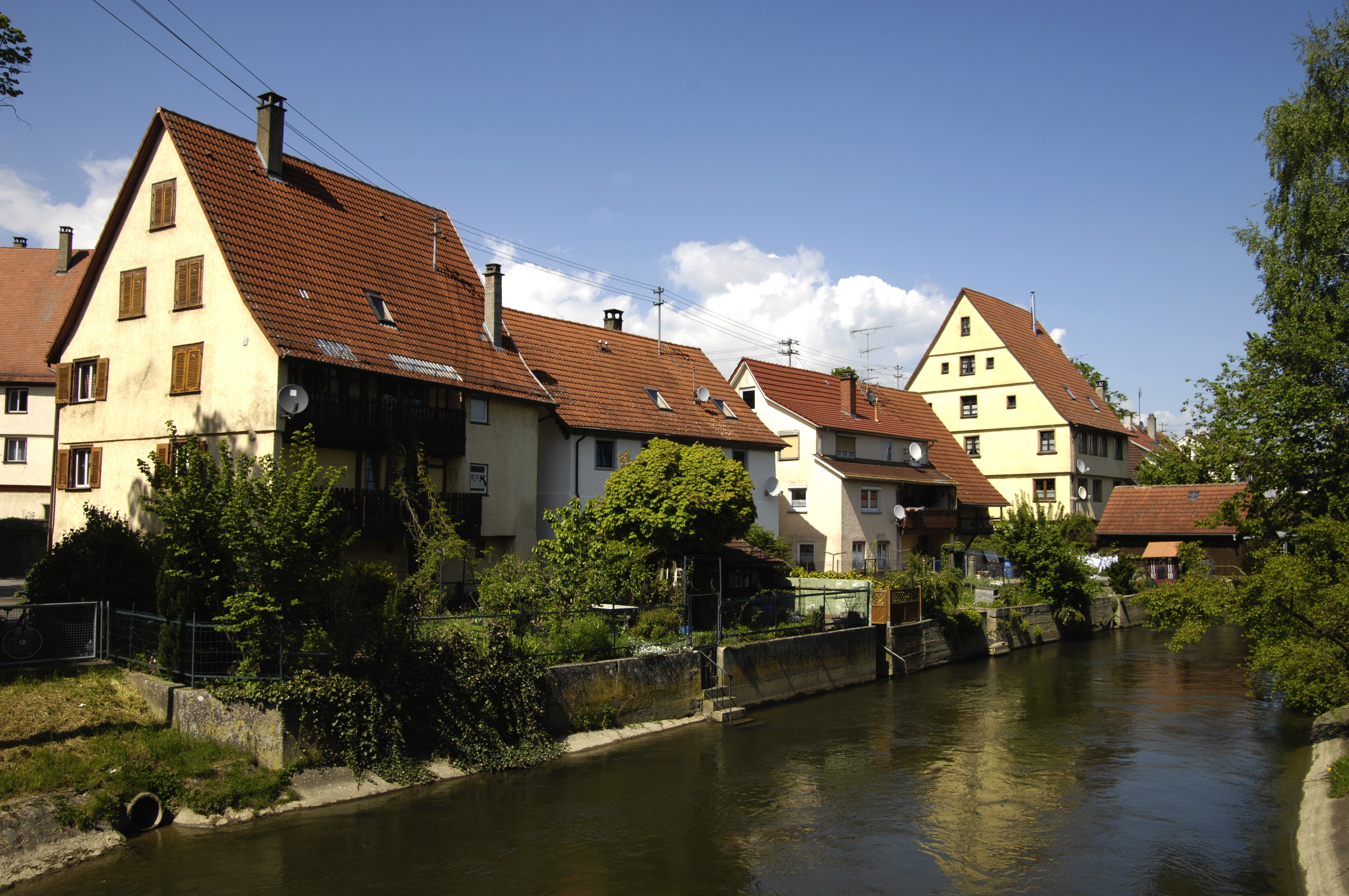
Häuserzeile am Mühlenkanal

Riedlingen bildet ein Mittelzentrum innerhalb der Region Donau-Iller, dessen Oberzentrum die Stadt Ulm ist. Zum Mittelbereich Riedlingen gehören neben der Gemeinde selbst die Städte und Gemeinden des westlichen Landkreises Biberach. Im Einzelnen sind dies die Stadt Bad Buchau sowie die Gemeinden Alleshausen, Altheim, Betzenweiler, Dürmentingen, Dürnau, Ertingen, Kanzach, Langenenslingen, Moosburg, Oggelshausen, Seekirch, Tiefenbach, Unlingen und Uttenweiler.

### Nachbargemeinden
Im Norden grenzt Riedlingen an den Landkreis Reutlingen mit der Gemeinde Zwiefalten und den Alb-Donau-Kreis mit den Gemeinden Emeringen und Obermarchtal. Im Osten grenzt die Stadt an Unlingen und Dürmentingen, im Süden an Ertingen und im Westen an Altheim und Langenenslingen. Durch die unbesiedelte Exklave „Neufraer Hau“ hat Riedlingen zudem eine gemeinsame Grenze mit den Gemeinden Kanzach und Dürnau sowie der Stadt Bad Saulgau im Landkreis Sigmaringen.

### Schutzgebiete
In Riedlingen gibt es insgesamt fünf Naturschutzgebiete:
- Ofenwisch,
- Flusslandschaft Donauwiesen,
- Ehebach,
- Flusslandschaft Donauwiesen zwischen Zwiefaltendorf und Munderkingen und
- Blinder See Kanzach.

Daneben hat Riedlingen Anteil an den Landschaftsschutzgebieten Riedlinger Alb und Altwässer und verlandende Flussschlingen der Donau, Ostrand des Donau- und Schwarzachtales zwischen Marbach Riedlingen, Quelle mit Naturpark und Ried an der Donau.
Es bestehen drei FFH-(Fauna-Flora-Habitat)-Schutzgebiete:
- Glastal, Großer Buchwald und Tautschbuch,
- Donau zwischen Riedlingen und Sigmaringen und
- Donau zwischen Munderkingen und Riedlingen

Sie liegen ebenfalls teilweise auf der Riedlinger Stadtfläche.
Am Blinden See hat die Stadt zudem einen kleinen Anteil am FFH-Gebiet Federsee und Blinder See bei Kanzach.

## Geschichte

### Altertum und Mittelalter

#### Kelten
Eine Besiedlung des Areals „Klinge“ durch Kelten ab dem 2. Jahrhundert vor Christus inmitten einer alten Siedlungslandschaft und der Bau einer Vierecksschanze sind archäologisch begründet, Funde aus einem Grabhügel werden auf 400 v. Chr. datiert. Im August 2024 wurden Deckenbalken einer Keltischen Grabkammer geborgen.

#### Römer und Alamannen
Riedlingen liegt innerhalb der früheren römischen Provinz Raetien, in deren nordwestlichem Bereich sich die Alamannen im 3. Jahrhundert n. Chr. herausbildeten. Hruodininga, der wahrscheinlich alamannische Name des Ortes lässt auf entsprechende Besiedlung schließen. Er wird erstmals 835 in einer Schenkungsurkunde Ludwigs des Deutschen erwähnt und ist als Ortsableitung des Personennamens Hruodin zu verstehen, dessen Träger sich vermutlich im 5. Jahrhundert im Weiler niederließ. Es bezeichnet die südwestliche dörfliche Siedlung in der Nähe der römischen Donausüdstraße. Ursprünglich wurde Hruodininga wahrscheinlich von Altheim aus gegründet, das Hauptort und Gerichtsstätte des Apphagaues und später bis ins 14. Jahrhundert Mutterpfarrei Riedlingens war. 496 begann die fränkische Herrschaft, wobei das heutige Stadtgebiet zum Eritgau gehörte.
1231 gab Graf Wilhelm von Tübingen dem Ort ein Schutzversprechen.
1255 wurde in einer Schenkungsurkunde der Grafen von Veringen an das Kloster Heiligkreuztal erstmals Riedlingen als civitas, Stadt (in civitate Rüdilingen) beschrieben. Diese mittelalterliche Stadt wurde zwischen 1247 und 1255 östlich des Weilers von den Grafen von Veringen angelegt. Als Name wurde wahrscheinlich die Bezeichnung des Weilers übernommen. Diese Ansiedlung war eine typische Gründerstadt in rechteckiger Form. Die mittlere der drei Parallelstraßen, die Hauptachse, heute Lange Straße genannt, wurde zum östlichen Marktplatz hin immer breiter. Diese Straßen wurden durch rechtwinklig verlaufenden Querstraßen verbunden. Riedlingens Lage an der schon zur Römerzeit als Heerstraße mit Donaufurt genutzten Donausüdstraße begünstigte diesen Standort als Marktstadt. Nach 1306 wurde die Stadtmauer und den Weiler herum gezogen.
1278 Urkundliche Erwähnung eines Amtmanns.

### Habsburgische Herrschaft
1297 kam die Stadt in den Besitz der Habsburger, die sie jedoch bald wieder verpfändeten.
1276 verlieh Rudolph I. von Habsburg das Recht der Wochen- und Jahrmärkte.
1303 Erwähnung der Donaubrücke
1314 bis 1364 kam sie an die Grafen von Hohenberg, 1364 bis 1375 an die Herren von Ellerbach, 1384 schließlich an den Truchsessen Hans von Waldburg, danach an die Zeilsche Linie.
1332 Erwähnung des Mühltors
1334 Einführung des Stadtrechts nach dem Vorbild Freiburgs, eigene Gerichtsbarkeit
1348 Beulenpest, Dezimierung der Bevölkerung
1375 gewährte Herzog Leopold das Recht des freien Zuges und das Privileg, einen eigenen Stadtrat zu bestimmen;
1377 erhielten die Riedlinger das Recht, ihre Ratsversammlungen auch ohne den Amman abzuhalten.
1377 wurde von Konrad Manopp das Spital begründet.
1379 erhielten sie die Genehmigung, ein Rathaus am Markt zu bauen, da sie einen Bürgermeister bestimmen durften.
1380 durften sie alle Bewohner mit Steuer, Wache und Dienst belegen.
1384 Verpfändung an die Truchsessen von Waldburg, als Erbrecht (mannserbliche Inhabung) ab 1450.
1397 erhielten sie die Vergünstigung der städtischen Freiheiten.
1422 erlaubte Kaiser Maximilian die Ablösung aller nichtkirchlichen Schulden.
20. September 1423: Der Riedlinger Münzvertrag regelt das Geldwesen Schwabens auf breiter Grundlage (Schwäbischer Münzbund).
1434 erhielt die Stadt von Ludwig dem Baiern den Blutbann, d. h. das Recht, Verbrecher abzuurteilen und hinzurichten und damit die Befreiung von fremden Gerichten.
Hauptartikel: Wasserburg Asenheim, Burg Dietenburg, Wasserburg Grüningen, Ranzenburg, Burg Neuveringen, Burg Zwiefaltendorf

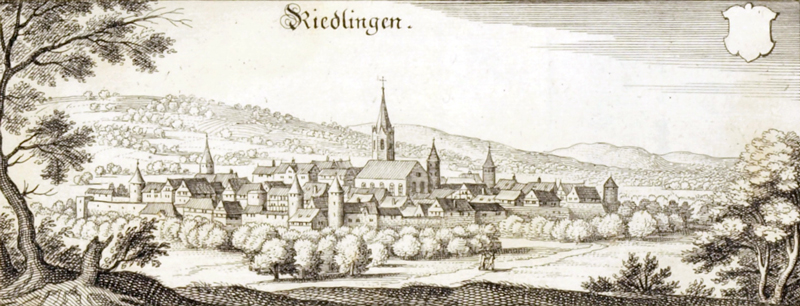
Panorama ca. 1640 (Topographia Germaniae von Matthäus Merian)

### Neuzeit, Reformation
1509 Zusammenschluss der Donaustädte in Mengen gegen die Truchsessen.
Die Reformation im 16. Jahrhundert hatte zunächst einen starken Rückhalt in der Bevölkerung, wurde jedoch von der Waldburger Herrschaft verhindert. Erster lutherischer Prädikant war der Riedinger Johannes Feihelmaier (1469–1538), der von 1520 an wirkte und im Mai 1523 verhaftet wurde, was zu einem Volksaufstand führte. Mit Feihelmeier und nach ihm wirkte von Oktober 1522 bis Spätherbst 1525 der frisch verheiratete Johannes Zwick im Ort, der die Pfarrstelle von seinem Onkel geerbt hatte. Er predigte die Lehre Luthers und Zwinglis und wollte die Gemeinde nach dem Vorbild der Stadt Konstanz reformieren. Er setzte sich für Arme und Rechtlose ein, wurde aber durch den Bischof und einen kaiserlichen Erlass zu Beginn des Bauernkriegs entlassen und vertrieben. An ihn erinnert das im Jahr 1991 erbaute Johannes-Zwick-Gemeindehaus.
1531 neues (erhaltenes) Schulhaus in der Pfaffengasse, für 6 Klassen und 2 Lehrer.
1580 wurde Riedlingen durch den Waldburger Truchsessen geplündert.
Von 1585 bis 1604 wurden in Riedlingen Hexen verfolgt. Nach einem der Hexenprozesse wurden drei Menschen hingerichtet; Das letzte Opfer war 1604 Agatha Mahler.
Von 1654 bis 1658 wurde in Riedlingen ein Kapuzinerkloster (Kapuzinerkloster Riedlingen) erbaut, das um 1806 wieder aufgehoben wurde.
Im Jahr 1680 gelang es der Stadt, zusammen mit den übrigen sogenannten Donaustädten gegen die Zahlung von 60 000 Gulden das Pfand der ungeliebten Waldburger Herrschaft auszulösen und damit wieder Österreich direkt unterstellt zu werden. Bis zum Pressburger Frieden 1805 gehörte Riedlingen daher zu Vorderösterreich.
1750 wurde Riedlingen Teil der Landvogtei Altdorf.
1753 Kommunalreform, Eingliederung in die theresianische Staatsverwaltung.

### Württembergische Zeit bis 1933
Restauration
Der Reichsdeputationshauptschluss sprach 1802 Riedlingen als Teil Schwäbisch-Österreichs und der Landvogtei Schwaben dem Herzogtum Württemberg zu. 1806 wurde es nach dem Frieden von Pressburg Teil des von Napoleon zum Königreich erhobenen Königreichs Württemberg und wurde Sitz des gleichnamigen 1807 neu gegründeten Oberamtes.
1812 wurde das ehemalige Kauf- und Kornhaus gegenüber der Pfarrkirche zum Sitz des Bürgermeisters.
Vormärz und Revolution

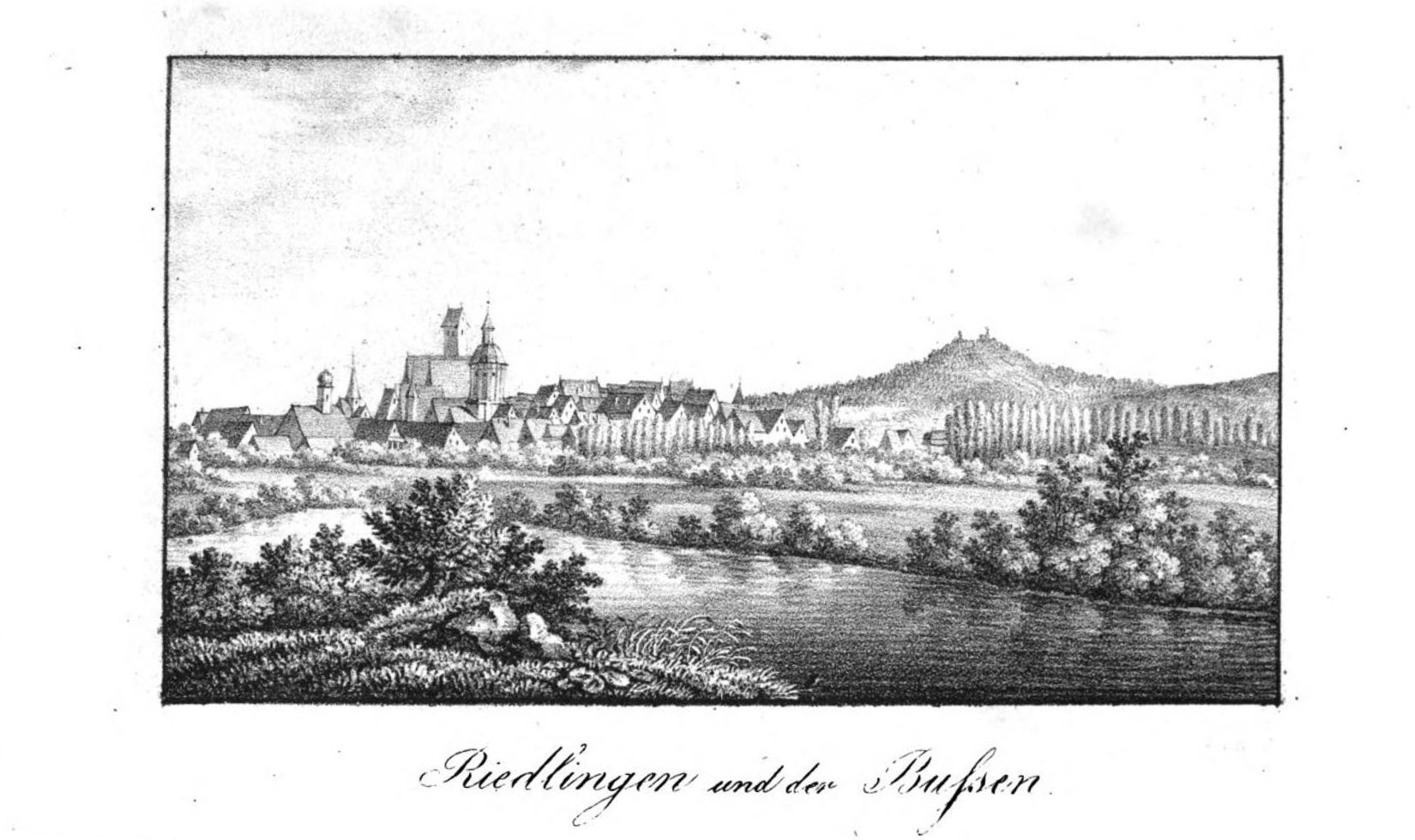
Riedlingen 1827

1822 Lesecasinogemeinschaft, die das öffentliche Lesen von Literatur und Zeitungen ermöglichte.
Ab 1830 veränderte sich das äußere Erscheinungsbild Riedlingens. 1837 wurde das Donautor, 1839 das Weilertor, 1842 der Zellerturm und 1874 der Mühlturm abgebrochen. 1842 wurde der Stadtgraben teilweise verkauft und in Gärten umgewandelt.
1836 Liederkranz
1843 Musikgesellschaft „Janitschana“.
1844 Hilfskrankenkasse
1845 Gründung eines Bürger-, Lese- und Gesellschafts-Vereins
1848 Gründung einer Bürgergesellschaft durch Thadä Miller, Petition mit demokratischen Forderungen an den König nach Stuttgart
1848 Reguläre Bürgerwehr gegründet. Leiter Thadä Miller. Der Stadtrat beschließt den Kauf von 200 Gewehren.
1848 Turn- und Sportverein, 1849 Abspaltung einer radikaldemokratischen Richtung
1848 Gründung eines demokratischen Vereins durch Thadä Miller
Juni 1849 Besetzung Riedlingens durch württembergische Truppen, kampflose Übergabe der Stadt durch den Bürgermeister

1849 Gründung des Piusvereins gegen demokratische Umtriebe, Streit mit dem demokratischen Verein.
1850–1914

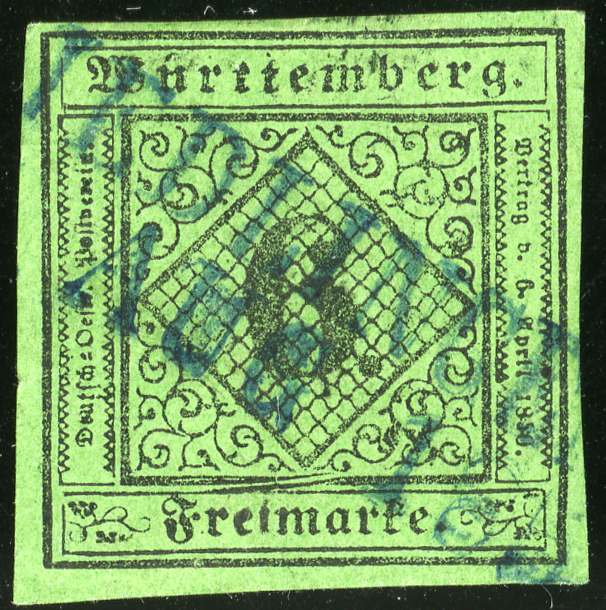
Königreich, Erste Briefmarke, Ausgabe 1851, mit blauer Abstempelung 'RIEDLINGEN'

1850 Schützengilde, bestand bis 1945, wiederbegründet 1962.
1851 Feuerwehr und Altertumsverein
1865/1866 Narrenverein, gegründet von Redakteur und Verleger Joseph Christoph Ulrich
1870 erfolgte mit dem Bau der Bahnstrecke Ulm–Sigmaringen der Anschluss an das Streckennetz der Württembergischen Eisenbahn.
1873 begründeten in Riedlingen Christian Schmidt und Heinrich Stoll die Vorgängerfirma der späteren NSU Motorenwerke, die „mechanische Werkstätte zur Herstellung von Strickmaschinen“. Sie wurde 1880 nach Neckarsulm verlegt, da es in Riedlingen sowohl an Platz als auch an Energie mangelte.
Am 15. Dezember 1879 wurde in Riedlingen das Bezirkskrankenhaus in Betrieb genommen. Ein neues Gebäude wurde 1903 errichtet, das heute die Kreisberufsschule beherbergt.
1879 Bau der evangelischen Christuskirche
1902 wurde an der über den ehemaligen Stadtgraben hinaus verlängerten Kirchstraße das Gebäude St. Agnes gebaut (Architekt war der Altheimer Josef Cades). Am 21. Oktober 1902 gründeten hier die Franziskanerinnen von Bonlanden ihre erste Filiale in Deutschland, das Mädcheninstitut St. Agnes. Heute befindet sich dort das Private Berufskolleg des Kolping-Bildungswerkes. 1903 wurde die neue Stadtschule, heute die Johann-Christian Gemeinschaftsschule, in der Kirchstraße gebaut. 1906 wurde sie zum Progymnasium. 1907 wurde das Amtsgericht erbaut, ebenso in der verlängerten Kirchstraße wie 1909 das Finanzamt.

### Nationalsozialismus und Zweiter Weltkrieg
Die erste Ortszelle der NSDAP bildete sich 1930 und bestand zunächst aus drei Lehrern des Gymnasiums. Im März 1933 erreichte die NSDAP bei den Reichstagswahlen 36 Prozent der Stimmen. Am 1. April kam es zum ersten von SA-Männern überwachten Boykott der drei jüdischen Geschäfte nach einem Aufruf der NS-Ortsgruppe in der Riedlinger Zeitung. Zur „Sonnwendfeier“ auf der Daugendorfer Höhe fand 1933 eine Bücherverbrennung statt, an der die Stadtkapelle, HJ mit Scharnhorst und Jungvolk, BDM, Luisen-Bund, die Volksschulen, das Progymnasium mit Realschule, der Turnverein, SA, Stahlhelm und Arbeitsdienst teilnahmen. Ortsgruppenleiter war bis Juli 1939 der Elektromeister Franz Höfling und danach der Postmeister Abdon Lemmle aus Allmendingen.
Nach dem 15. September 1935 mussten die jüdischen Geschäftsleute ihre nicht-jüdischen Angestellten entlassen. Die sechs jüdischen Schüler am Gymnasium wurden Opfer von Diskriminierung. Vor dem Progymnasium wurde im Dezember 1935 ein „Adolf-Hitler-Platz“ ausgewiesen und mit einem „Adolf-Hitler-Brunnen“ ausgestattet. Franz Zeller war der letzte geistliche Direktor, der 1935 durch Intrigen aus dem Amt gedrängt wurde. Das Progymnasium wurde 1938 mit seiner Oberstufe zum städtischen Gymnasium.
An die jüdischen Opfer des Antisemitismus, die in Riedlingen ansässig waren und deportiert, ermordet oder vertrieben wurden, erinnern an fünf Adressen der Stadt insgesamt 21 Stolpersteine, die 2016, auf Initiative von Stadtrat Boßler von privaten Spenden finanziert, verlegt wurden.

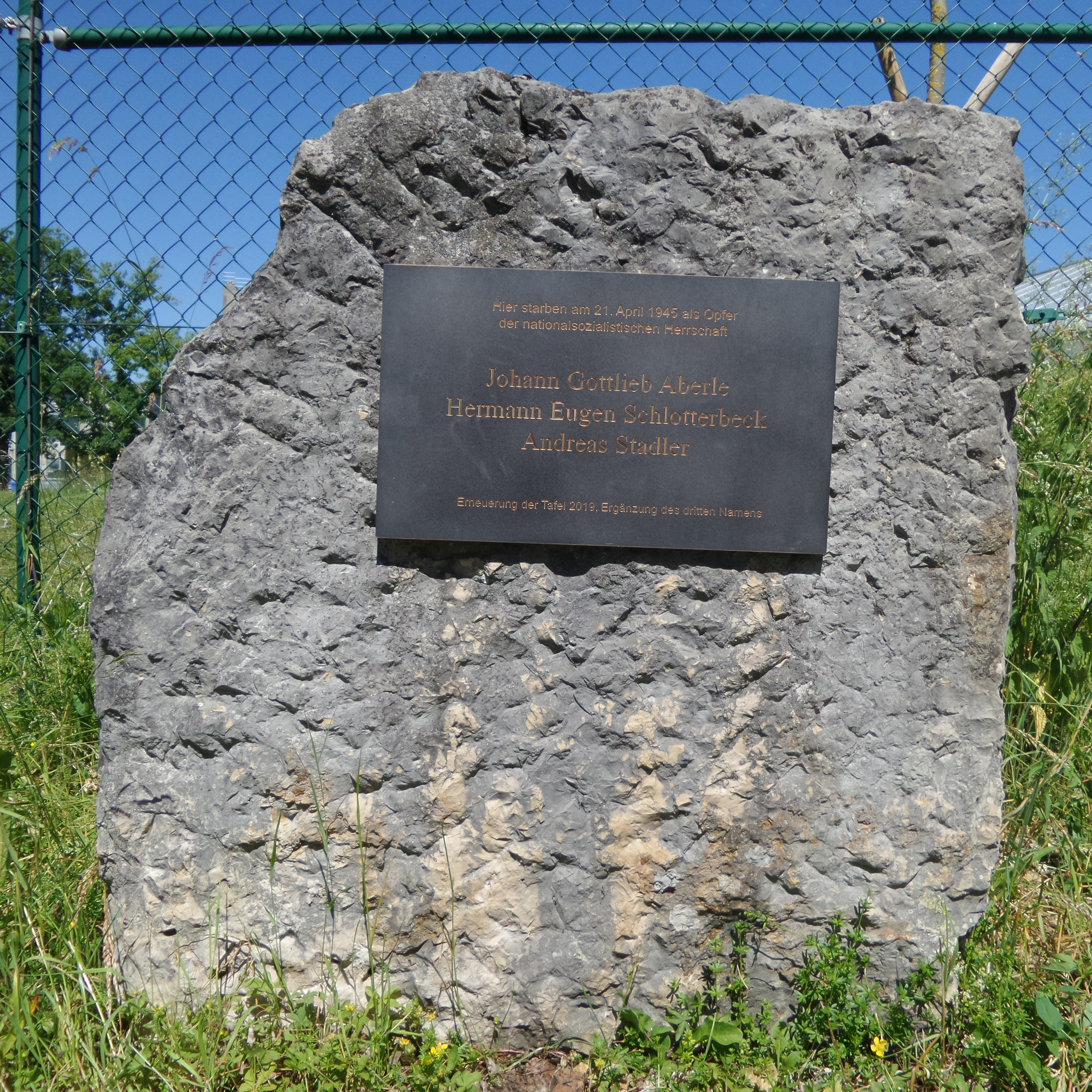
Gedenkstein für Hermann Schlotterbeck, Gottlieb Aberle und Andreas Stadler am Klärwerk Riedlingen

Zwischen 1934 und 1935 wurde auf dem Gelände der ehemaligen Ziegelei das Lager „Winkelried 3/263“ des Reichsarbeitsdienstes errichtet, das als das „wohl schönste Dienstgebäude des Arbeitsdienstes im ganzen Oberland“ bezeichnet wurde. Es bestand an der Stelle des heutigen Hallenbades und Schulbusparkplatzes aus einem Hauptgebäude mit Unterkünften, das nach dem Krieg „Manopphaus“ genannt wurde, und dem dahinter liegenden Spitalhof St. Konrad mit Scheuer und Nebengebäuden. Etwa 150 Personen wurden dort zum Dienst eingesetzt. Weitreichendste Maßnahmen des RAD waren die Begradigung und Eindämmung der Schwarzach zwischen Januar 1937 und Dezember 1938 auf einer Strecke von fast drei Kilometern und die Einrichtung eines Fluggeländes und eines Fliegerhorsts am Ort der späteren Lackfabrik Reuter, heute Gebrüder Waldner GmbH. 1937 erfolgte die Eingliederung des Vereins der Segelflieger in das NSFK Fliegerkorps. Bekanntestes Mitglied des RAD Riedlingen war Manfred Rommel.
Bei den Verwaltungsreformen während der NS-Zeit in Württemberg wurde das Oberamt Riedlingen 1934 in Kreis Riedlingen umbenannt und 1938 mit dem Kreis Saulgau zum Landkreis Saulgau mit Sitz in Saulgau zusammengelegt. Den Zweiten Weltkrieg überstand die Stadt Riedlingen in architektonischer Hinsicht fast unbeschadet. Am 19. April 1945 wurden Kolonnen von KZ-Häftlingen von SS-Bewachung durch Riedlingen Richtung Biberach getrieben. Am 21. April 1945 wurden Hermann Schlotterbeck (Mitglied der Widerstandsgruppe Luginsland) sowie der elsässische Wehrmachtsdeserteur Andreas Stadler und der Kommunist Gottlieb Aberle von einem Kommando der Stapoleitstelle Stuttgart unter Leitung von Friedrich Mußgay in einem Wald bei Riedlingen erschossen. Für sie wurde ein Denkmal errichtet. Am 22. April 1945 wurde die Donaubrücke von einem Sprengkommando der Wehrmacht zerstört, kurz bevor französische Truppen einmarschierten.
Die zu den ältesten Tageszeitungen Württembergs gehörige seit ca. 1714 bestehende Riedlinger Zeitung stellte 1945 ihr Erscheinen ein.

### Nachkriegszeit bis heute
Nach dem Zweiten Weltkrieg fiel die Stadt Riedlingen in die Französische Besatzungszone und kam somit 1947 zum neu gegründeten Land Württemberg-Hohenzollern, welches 1952 als Regierungsbezirk Südwürttemberg-Hohenzollern im Land Baden-Württemberg aufging.
Am 15. September 1946 wurde die Wahl Kilian Fischers, der seit 1926 Bürgermeister der Stadt war, für ungültig erklärt, da er als „belastet“ eingestuft wurde. Am 23. Februar 1947 wurde Ludwig Walz als Kandidat der CDU zum ersten Bürgermeister der Nachkriegszeit gewählt.
Die Folgen des Zweiten Weltkriegs hatten tiefgreifende gesellschaftliche Auswirkungen. Im Oktober 1949 kamen nach fünfjährigem Zwischenaufenthalt in Niederbayern Heimatvertriebene nach Riedlingen. Dabei handelte es sich um Nachkommen deutscher Auswanderer, die 1944 in Südwestungarn ihre Heimat aufgeben mussten. Bis Sommer 1951 entstand so oberhalb des Vöhringerhofes der neue Stadtteil Eichenau. Durch den Zuzug dieser Heimatvertriebenen stieg die Zahl der evangelischen Einwohner von 261 im Jahr 1937 auf 1289 im Jahr 1950.
1953 wurde das Bezirkskrankenhaus neu gebaut, eingeweiht wurde es im Juni 1958. Ab 2010 wurde der Bestand des Krankenhauses diskutiert. Am 15. Mai 2012 beschloss der Landkreis Biberach die Privatisierung aller Kliniken. Am 9. April 2012 protestierte eine Menschenkette gegen die geplante Schließung der Klinik. Zum 30. Juni 2020 wurde der stationäre Betrieb der Klinik eingestellt.
Auf Grund der Kreisreform in Baden-Württemberg gehört Riedlingen samt Umland seit 1973 zum Landkreis Biberach. Im Zuge der Gemeindegebietsreform in Baden-Württemberg wurden die bis dahin selbstständigen Gemeinden Daugendorf (1. Mai 1972), Neufra (1. Juni 1972) sowie – jeweils zum 1. Oktober 1974 – Bechingen, Grüningen, Pflummern, Zell und Zwiefaltendorf nach Riedlingen eingemeindet. Die heutigen Stadtteile Bechingen, Zell und Zwiefaltendorf gehörten bis zur Kreisreform dem Landkreis Ehingen an, alle anderen Stadtteile gehörten bis dahin zum Landkreis Saulgau.
Nach 1989 kamen viele Aussiedler nach Riedlingen. Die evangelische Gemeinde wuchs bis 2012 von 2000 auf 4000 Gemeindeglieder.
Im Mai 1993 wurden große Teile der Innenstadt für den Verkehr geschlossen, eine Fußgängerzone wurde eingerichtet. Ein Bürgerbegehren wurde abgelehnt. Hängelampen wurden als Beleuchtung beschlossen.
1991 bis 1997 fand eine archäologische Großgrabung im Gewann „Auf der Klinge“ statt; dabei wurde eine spätkeltische Vierecksschanze (Fluchtburg) nachgewiesen.

### Jüdische Gemeinde
Schon 1384 werden jüdische Einwohner Riedlingens erwähnt. In den folgenden Jahrhunderten war jedoch die Niederlassung von Juden wie in ganz Württemberg seit 1498 verboten.
Um 1500 war ein gelber Ring das vorgeschriebene Erkennungszeichen der Juden, die zum Handeln in die Stadt kamen, meist jüdische Wanderhändler oder Bettler.
Erst 1867 zogen erste jüdische Familien in der Stadt, die aber der Synagoge in Buchau angehörten. 1871 sind zwei Kaufmannsfamilien in der Stadt nachweisbar, die von Abraham und Moritz Landauer aus Buttenhausen, dazu kamen weitere Familien. Besondere Bedeutung für Riedlingen hatten jüdische Viehhändler wegen ihrer Mitwirkung an den traditionsreichen und überregional bedeutenden Viehmärkten. Ihre Teilnahme wurde 1937 verboten. Am 1. April 1933 nahm Riedlingen erstmals am Boykott gegen jüdische Geschäfte teil, 1935 wurde der Boykott wiederholt. Die Inhaber wurden zum Verkauf ihrer Geschäfte gedrängt. 1937 und 1938 wurden die drei verbliebenen Geschäfte zum Vorteil Riedlinger Geschäftsleute arisiert. 1934 musste der jüdische Religionsunterricht am Gymnasium eingestellt werden.

### Ortsteile
Die Ortsteile sind:
| Zell Der Ort wird 790 als „Rammesauwa“ erstmals erwähnt. Zell kam 1352 an die Benediktinerabtei Zwiefalten und wurde 1802 im Rahmen der Säkularisation württembergisch. Bis zur Kreisreform am 1. Januar 1973 gehörte Zell zum Landkreis Ehingen und wechselte dann in den Landkreis Biberach. Zell bildete zusammen mit Bechingen eine selbständige Gemeinde. |
| Bechingen Bechingen wird erstmals 758 urkundlich erwähnt. Zwischen 1292 und 1342 kam nach und nach der gesamte Ort an das Kloster Zwiefalten, dem er bis zur Säkularisation 1803 angehörte. Zusammen mit Zell bildete er danach eine eigenständige Gemeinde im Oberamt Riedlingen. |
| Daugendorf Daugendorf wird erstmals 805 erwähnt (in frühen Urkunden häufig Taugendorf geschrieben), als der Ort an das Kloster Sankt Gallen verschenkt wurde. Wie er später in den Besitz der Grafen von Veringen geriet, ist nicht bekannt. 1415 verkaufte Rudolph von Veringen Daugendorf an Zwiefalten. Nach der Säkularisation wurde der Ort eine selbständige Gemeinde. siehe auch Burg Daugendorf, Wasserburg Daugendorf, Herren vom Stain (Wappen) |
| Grüningen Grüningen kam über die Grafen von Veringen Ende des 12. Jahrhunderts an die Grafen von Württemberg, welche dort die Linie der Grafen von Grüningen-Landau begründeten. Sitz der Grafen wurde das „obere Schloss“ nahe der Kirche, dessen Bergfried wie auch die aus romanischer Zeit stammenden Grundmauern noch an diese Zeit erinnern. Das auf einem künstlichen Erdhügel mitten im Dorf errichtete „untere Schloss“ wurde hingegen Sitz der grüningischen Ministerialität. Grüningen kam um 1300 an die Freiherren von Hornstein (Wappen!), denen es auch zum Zeitpunkt der Mediatisierung 1806 noch gehörte (Gut und Schloss bis heute), als der Ort (wieder) unter württembergische Oberherrschaft fiel. Auch Grüningen wurde danach eine selbständige Gemeinde. |
| Neufra an der Donau Dieser an der Donau gelegene Ort ist nicht zu verwechseln mit der Gemeinde im Landkreis Sigmaringen gleichen Namens. In frühen Urkunden auch Neufrach, Neufern oder Niverun geschrieben, gehörte dieser Ort einst den Herren von Gundelfingen (Wappen gezahnter Schrägbalken), ab 1546 den Herren von Helfenstein (Elefant) und ab 1627 den Fürsten von Fürstenberg. Auf dem Gebiet standen zwei Schlösser. Der Pfarrer von Neufra, das 1806 eigenständige Gemeinde wurde, bezog noch 1827 den sogenannten „Springhaber“ in Höhe von drei 'Simri' Hafer, den Bürger für uneheliche Schwängerungen zu entrichten hatten. |
| Pflummern Pflummern war einst Sitz der seit 1183 nachgewiesenen Herren von Pflummern. Diese waren Ministeriale der Grafen von Veringen. Ein Peregrünus von Pflummern soll 1180 gelebt haben. Die ununterbrochene Stammreihe beginnt 1280 mit Conrad von Pflummern. 1302 übergab Graf Mangold die Burg mit weiteren Gütern an das Kloster Reichenau. 1311 ging die Burg Pflummern wieder an die Grafen von Veringen über. Im gleichen Jahr verkaufte Graf Wolfrad von Veringen die Burg an den Ritter H. Fleck. Das Stammhaus in Pflummern wurde 1350 zerstört. Das Geschlecht der Herren von Pflummern verbreitete sich in den schwäbischen Reichsstädten. Einzelne Linien ließen sich in Kanzach, Seekirch, Biberach, Augsburg, Konstanz, Überlingen sowie Freiburg im Breisgau nieder und spielten in der Geschichte dieser Städte eine hervorragende Rolle. Zum Beispiel: Heinrich von Pflummern (1475–1561), Chronist der Reformationszeit; Joachim von Pflummern (* 1480), Chronist der Vor-Reformationszeit; Johann Ernst von Pflummern (* 1588), Verfasser der „Annales Biberacenses“; Salome von Pflummern (1591/1592–1654), erste Priorin der Benediktinerabtei in Fulda; Karl von Pflummern (1787–1850), bayerischer Generalmajor. Das Archiv der Stadt Überlingen enthält Nachrichten über das Geschlecht von 1330 bis 1792. 1882 starb die Linie der Herren von Pflummern aus. 1605 wurde der Ort Pflummern an Herzog Friedrich von Württemberg verkauft. Damit wurde Pflummern als einzige Gemeinde im Oberamt Riedlingen evangelisch. Im Dreißigjährigen Krieg (1618–1648) wurde Pflummern gebrandschatzt und entvölkert, musste also komplett neu besiedelt werden; bereits 1825 wies es wieder etwa 500 Einwohner auf. 1829 war Eduard Mörike für ein paar Monate als Pfarrverweser in Pflummern tätig. In dieser Zeit soll er am 9. März jenes Jahres mit „Er ist’s“ eines der meistzitierten deutschsprachigen Gedichte geschaffen haben. Es leben ca. 400 Menschen in Pflummern. |
| Zwiefaltendorf Grundherr dieses gegenüber dem Kloster Zwiefalten gelegenen Ortes war der Freiherr von Spät. Die dortige Michaelskirche ist in einer Urkunde des Klosters Sankt Gallen bereits 776 als Schenkung erwähnt. |

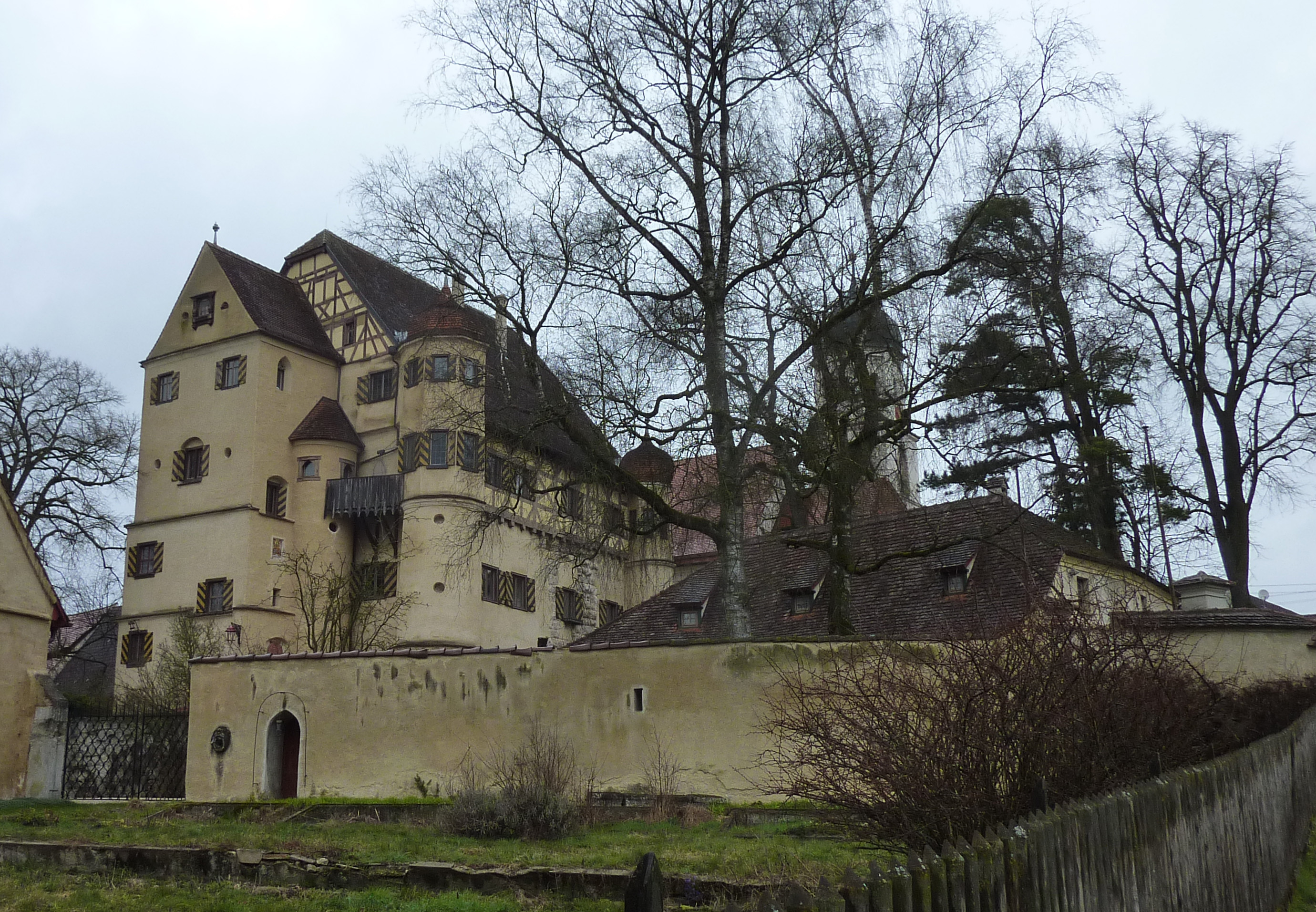
Oberes Schloss in Grüningen
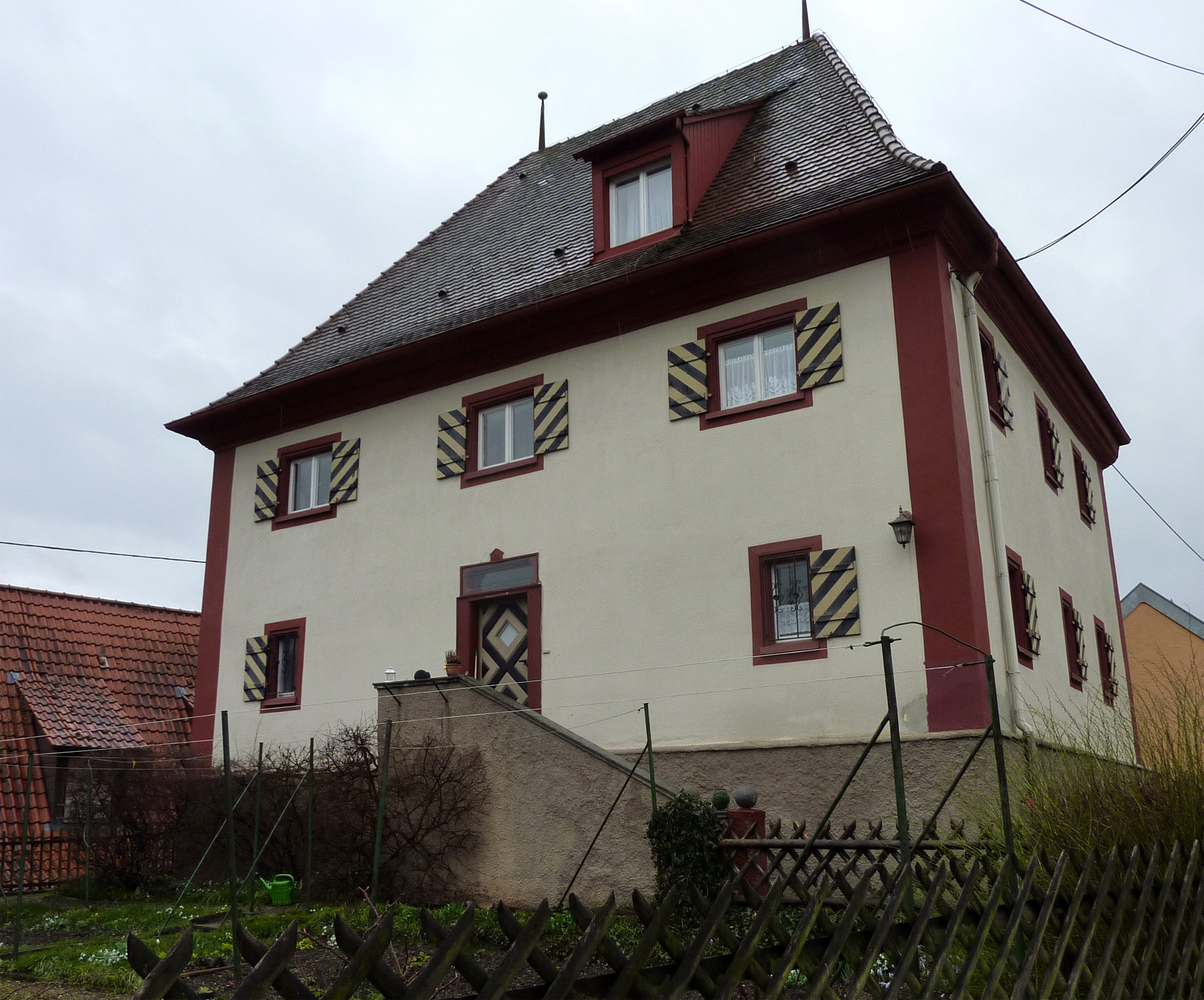
Unteres Schloss in Grüningen
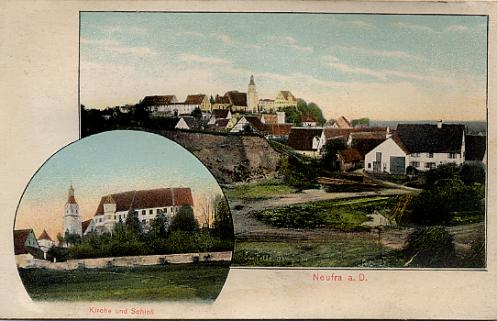
Neufra an der Donau um 1900
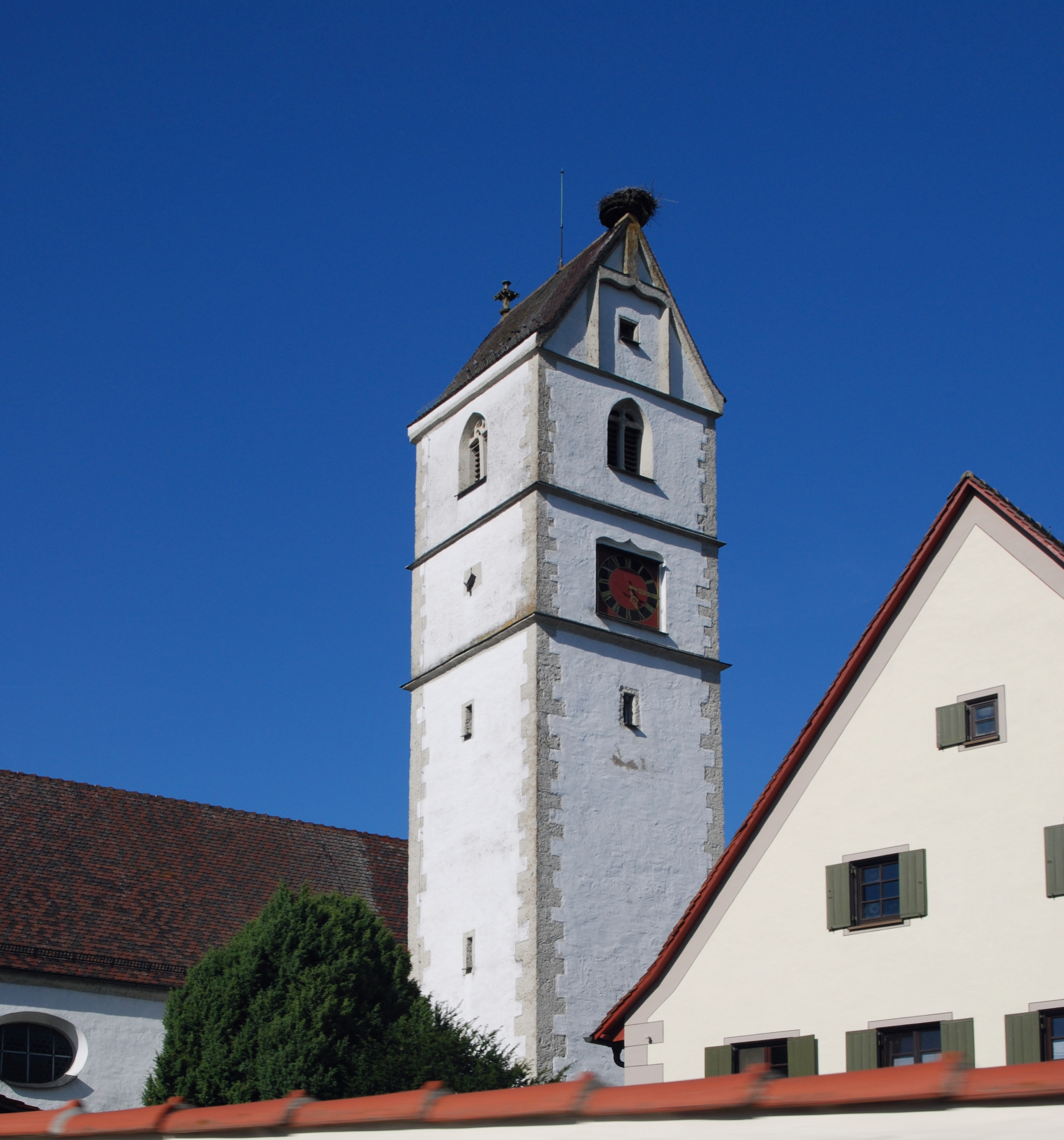
Kirchturm von Zwiefaltendorf
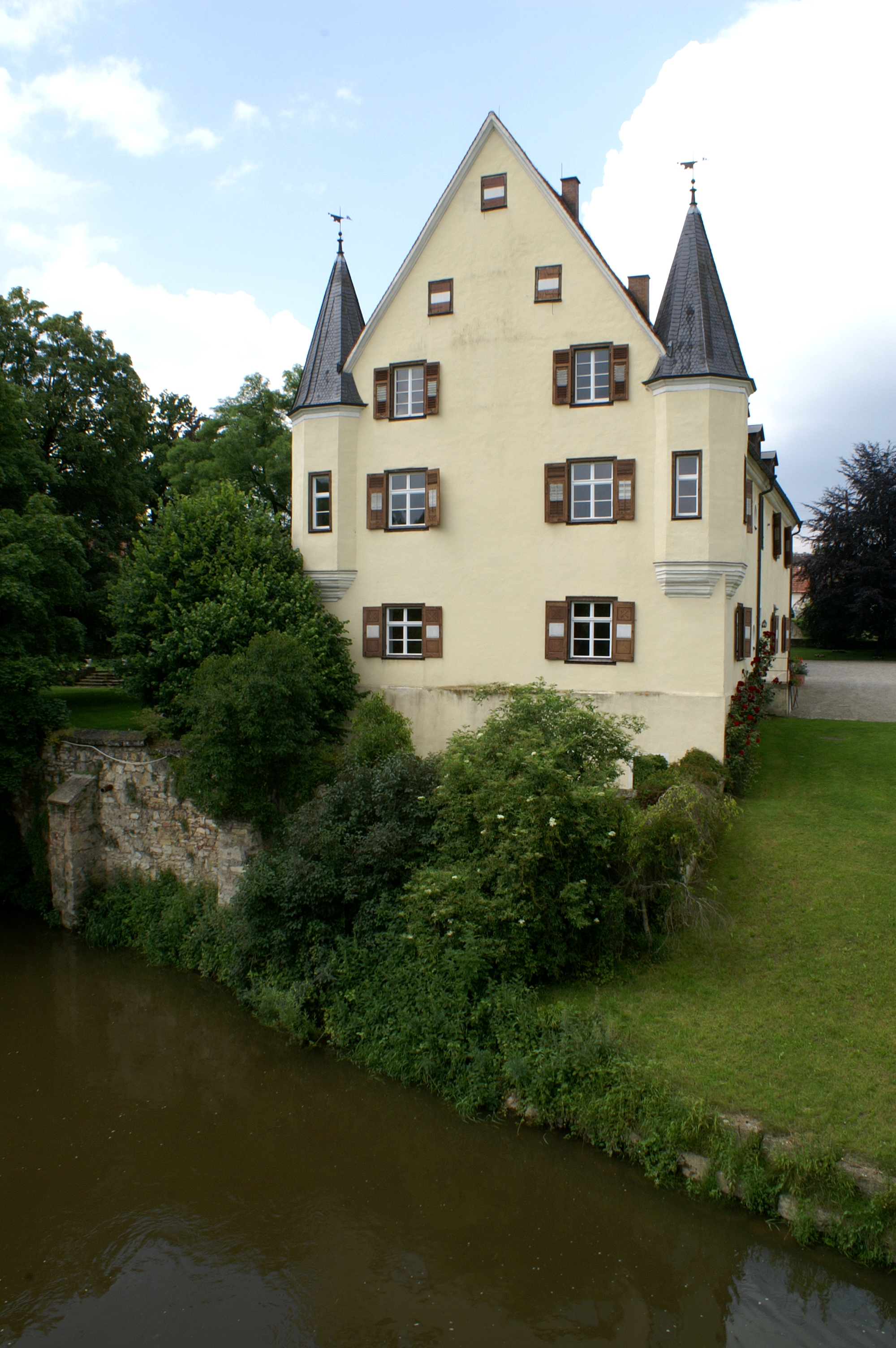
Schloss Zwiefaltendorf

### Einwohnerentwicklung

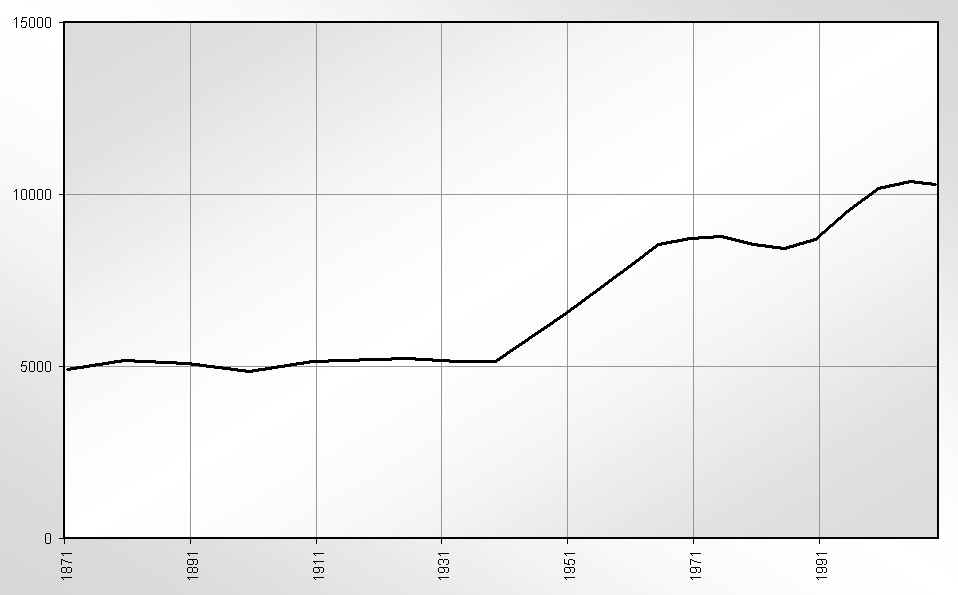
Einwohnerentwicklung als Diagramm dargestellt

Einwohnerzahlen von Riedlingen nach dem Gebietsstand der Stadt von 1970, also vor sämtlichen Eingemeindungen:
| Jahr | Einwohner |
| ---- | --------- |
| 1852 | 1976      |
| 1871 | 2117      |
| 1880 | 2248      |
| 1890 | 2288      |
| 1900 | 2235      |
| 1910 | 2538      |

| Jahr | Einwohner |
| ---- | --------- |
| 1925 | 2470      |
| 1939 | 2795      |
| 1950 | 3665      |
| 1961 | 5161      |
| 1965 | 5844      |
| 1970 | 5957      |

2016 betrug die Einwohnerzahl des Kernorts Riedlingen mit Eichenau und Klinge 7574.
Die nachfolgenden Einwohnerzahlen beziehen sich auf den heutigen Gebietsstand der Stadt samt sämtlicher Eingemeindungen und sind für die Vergangenheit deshalb deutlich höher als es nach dem damaligen Gebietsstand von Riedlingen tatsächlich der Fall war:
| Jahr   | Einwohner |
| ------ | --------- |
| 1871 ¹ | 4909      |
| 1880 ¹ | 5183      |
| 1890 ¹ | 5085      |
| 1900 ¹ | 4851      |
| 1910 ¹ | 5155      |
| 1925 ¹ | 5229      |

| Jahr   | Einwohner |
| ------ | --------- |
| 1933 ¹ | 5142      |
| 1939 ¹ | 5144      |
| 1950 ¹ | 6498      |
| 1956   | 7334      |
| 1961 ¹ | 7993      |
| 1965   | 8550      |

| Jahr   | Einwohner |
| ------ | --------- |
| 1970 ¹ | 8712      |
| 1975   | 8779      |
| 1980   | 8536      |
| 1985   | 8426      |
| 1990   | 8684      |
| 1995   | 9499      |

| Jahr | Einwohner |
| ---- | --------- |
| 2000 | 10.169    |
| 2005 | 10.376    |
| 2010 | 10.241    |
| 2015 | 10.451    |
| 2020 | 10.670    |
| 2022 | 11.029    |

¹ Volkszählungsergebnis
Die Zahl der Ausländer an der Bevölkerung betrug 1.890 (2022).

## Politik

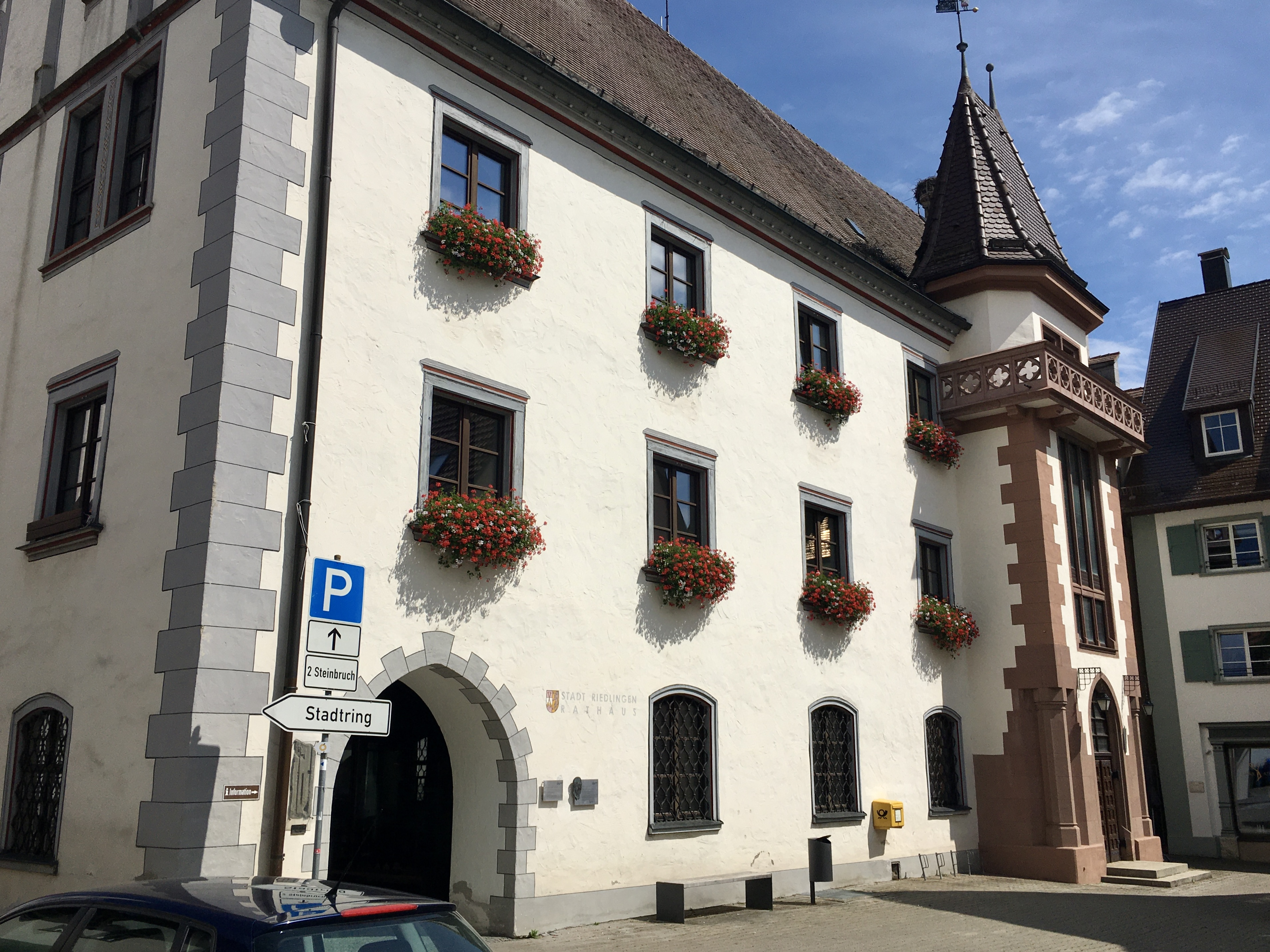
Rathaus

### Gemeinderat
Der Gemeinderat von Riedlingen besteht derzeit aus 25 gewählten ehrenamtlichen Mitgliedern, die für eine Amtszeit von fünf Jahren gewählt werden, sowie dem Bürgermeister als ebenfalls stimmberechtigtem Vorsitzenden. Er wird nach dem Verfahren der unechten Teilortswahl gewählt, das den Riedlinger Ortsteilen jeweils eine bestimmte Anzahl an Vertretern im Gemeinderat garantiert, wodurch sich jedoch die Gesamtzahl an Sitzen durch Ausgleichsmandate verändern kann. Die letzte Wahl vom 9. Juni 2024 führte zu folgendem Endergebnis (im Vergleich zu den vorigen Wahlen 2014 und 2019):
| Partei / Liste          | Stimmenanteil 2024 | Sitze 2024 | Stimmenanteil 2019 | Sitze 2019 | Stimmenanteil 2014 | Sitze 2014 |
| ----------------------- | ------------------ | ---------- | ------------------ | ---------- | ------------------ | ---------- |
| CDU                     | 20,2 %             | 5          | 24,9 %             | 7          | 25,7 %             | 9          |
| Mut tut gut! (Mtg!)     | 21,2 %             | 5          | 24,5 %             | 6          | 11,4 %             | 4          |
| Bürgerliste (BüL)       | 41,8 %             | 11         | 30,8 %             | 8          | –                  | –          |
| SPD                     | 16,8 %             | 4          | –                  | –          | 10,7 %             | 4          |
| Wir in Riedlingen (WiR) | –                  | –          | 19,8 %             | 5          | 17,2 %             | 6          |
| Freie Wähler            | –                  | –          | –                  | –          | 24,1 %             | 8          |
| Grüne Liste             | –                  | –          | –                  | –          | 10,9 %             | 4          |
| Gesamt                  | 100 %              | 25         | 100 %              | 26         | 100 %              | 35         |
| Wahlbeteiligung         | 56,1 %             | 56,1 %     | 52,1 %             | 52,1 %     | 48,2 %             | 48,2 %     |

Für die Riedlinger Ortsteile Daugendorf, Grüningen, Neufra, Pflummern, Zell-Bechingen und Zwiefaltendorf bestehen darüber hinaus jeweils eigene Ortschaftsräte.

### Bürgermeister
Am 6. November 2005 wurde Hans Petermann mit 70,9 Prozent der gültigen Stimmen als Bürgermeister der Stadt Riedlingen wiedergewählt. Der frühere Bürgermeister der Nachbargemeinde Ertingen hatte zum 2. Februar 1998 die Nachfolge von Hans-Georg Bosem angetreten. Am 16. Januar 2006 wurde er für weitere acht Jahre vereidigt.
Am 3. November 2013 erhielt Petermann nur 28,6 Prozent der Stimmen und trat zum zweiten Wahlgang am 17. November nicht mehr an. Diesen gewann überraschend Marcus Schafft gegen Wolfram Jänisch, der im ersten Wahlgang mit 44,3 Prozent noch klar vorn gelegen hatte. Schafft wurde am 7. November 2021 im ersten Wahlgang mit 67,18 Prozent der Stimmen für eine zweite Amtszeit wiedergewählt.
- 1926–1946/47 Kilian Fischer
- 1947–1954 Ludwig Walz (CDU)
- 1954–1963 Kilian Fischer (CDU)
- 1963–1990: Ernst Wetzel (CDU)
- 1990–1998: Hans-Georg Bosem (CDU)
- 1998–2013: Hans Petermann (FWV)
- seit 2014: Marcus Oliver Schafft (CDU)

### Stadtwappen
| Wappen der Stadt Riedlingen | Blasonierung: „In gespaltenem Schild vorne in Rot ein silberner (weißer) Balken, überdeckt von zwei schräg gekreuzten goldenen (gelben) Rudern, hinten in Gold (Gelb) ein roter Löwe.“ |
| Wappen der Stadt Riedlingen | Wappenbegründung: Die Ruder und der Löwe sind in den Stadtsiegeln seit dem Jahre 1303 belegt. In der Mitte des 16. Jahrhunderts kam der österreichische Bindenschild in der vorderen Schildhälfte hinzu. Die beiden Ruder machen das Wappen in Bezug auf die frühere Schreibung des Stadtnamens „Rudelingen“ zu einem redenden Wappen. Der rote Löwe auf goldenem Grund ist das Wappenbild der Habsburger. Er weist – ebenso wie der Bindenschild – darauf hin, dass die Stadt von der Wende des 13. zum 14. Jahrhunderts bis 1805 österreichisch gewesen ist. |

Wappen der ehemals eigenständigen Gemeinden

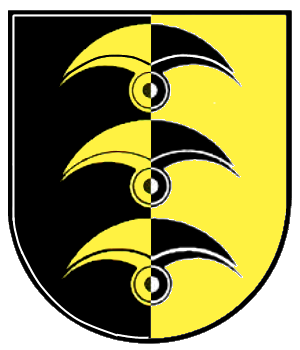
Daugendorf
Grüningen
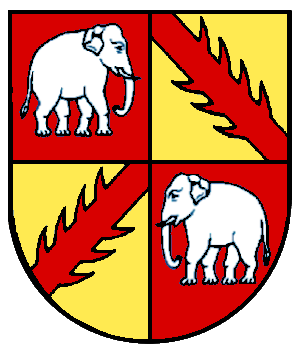
Neufra an der Donau
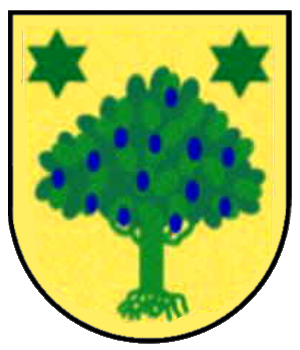
Pflummern
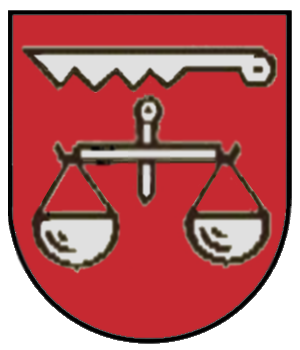
Zwiefaltendorf

### Städtepartnerschaften
- Pöchlarn in Niederösterreich, seit 1996
- Bürgel in Thüringen (als Städtefreundschaft)

## Religionsgemeinschaften

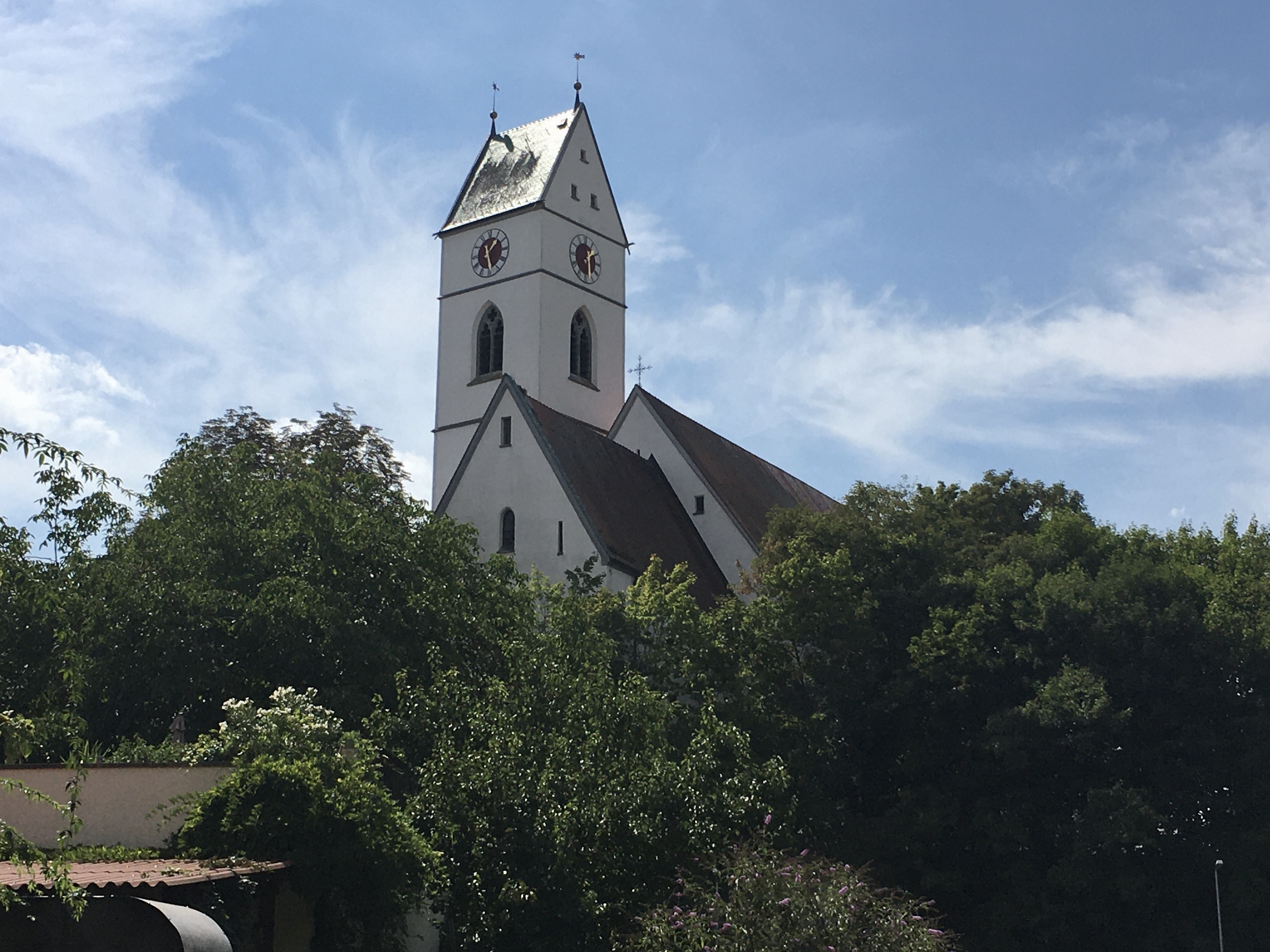
Stadtkirche St. Georg

In Riedlingen gibt es mit der Evangelischen Christuskirche und der vakanten Kirche in Pflummern zwei Gemeinden der ELK Württemberg. Dazu gibt es eine evangelische Freikirche. Zur katholischen Kirchengemeinde gehören St. Georg Riedlingen, St. Martin Altheim, St. Oswald Waldhausen, St. Peter und Paul Neufra, St. Anna Heiligkreuztal und eine Neuapostolische Kirche. Die islamische Gemeinschaft verwaltet die Kuba-Moschee.

## Kultur und Sehenswürdigkeiten

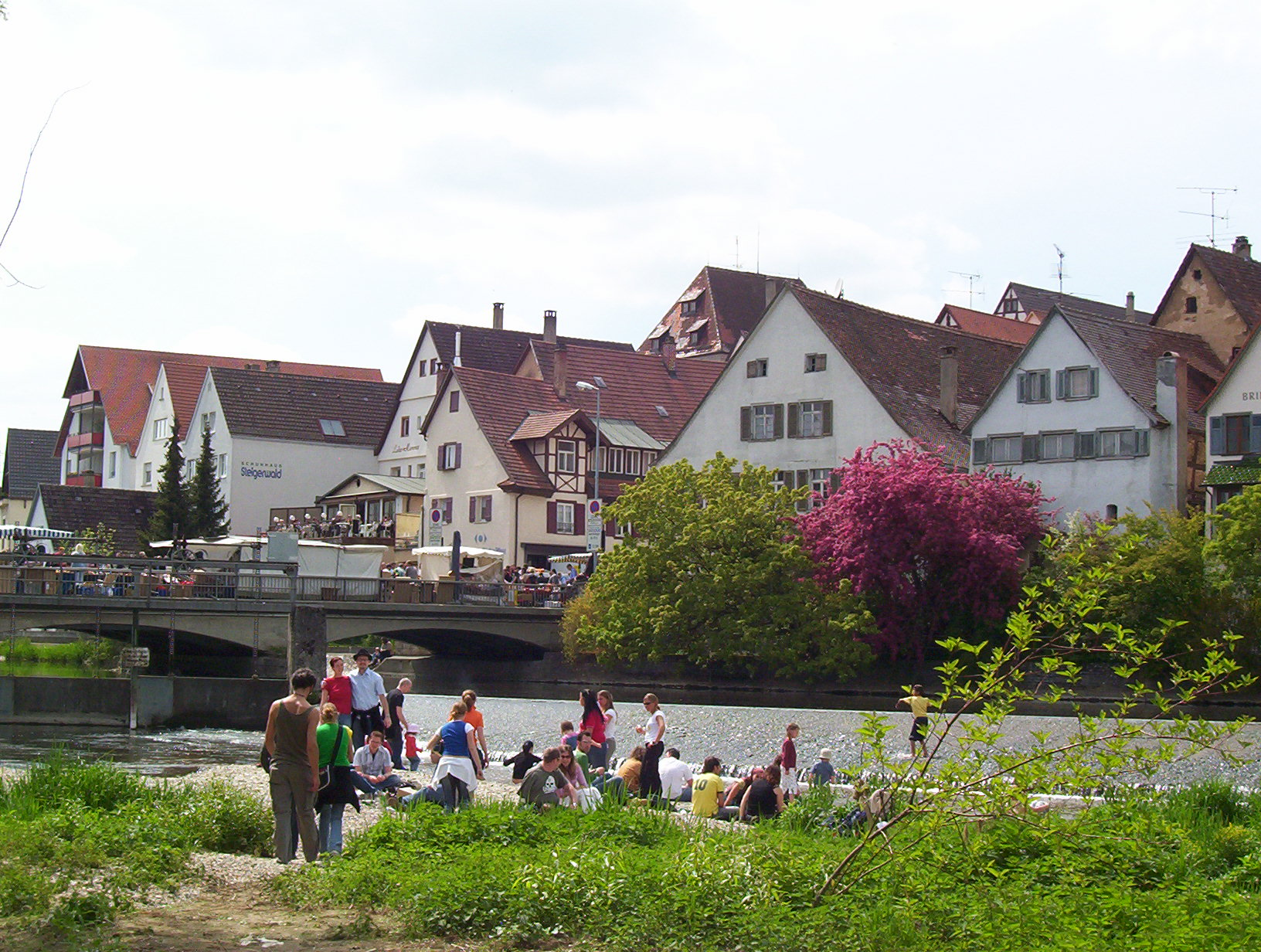
Die Riedlinger Donauinsel

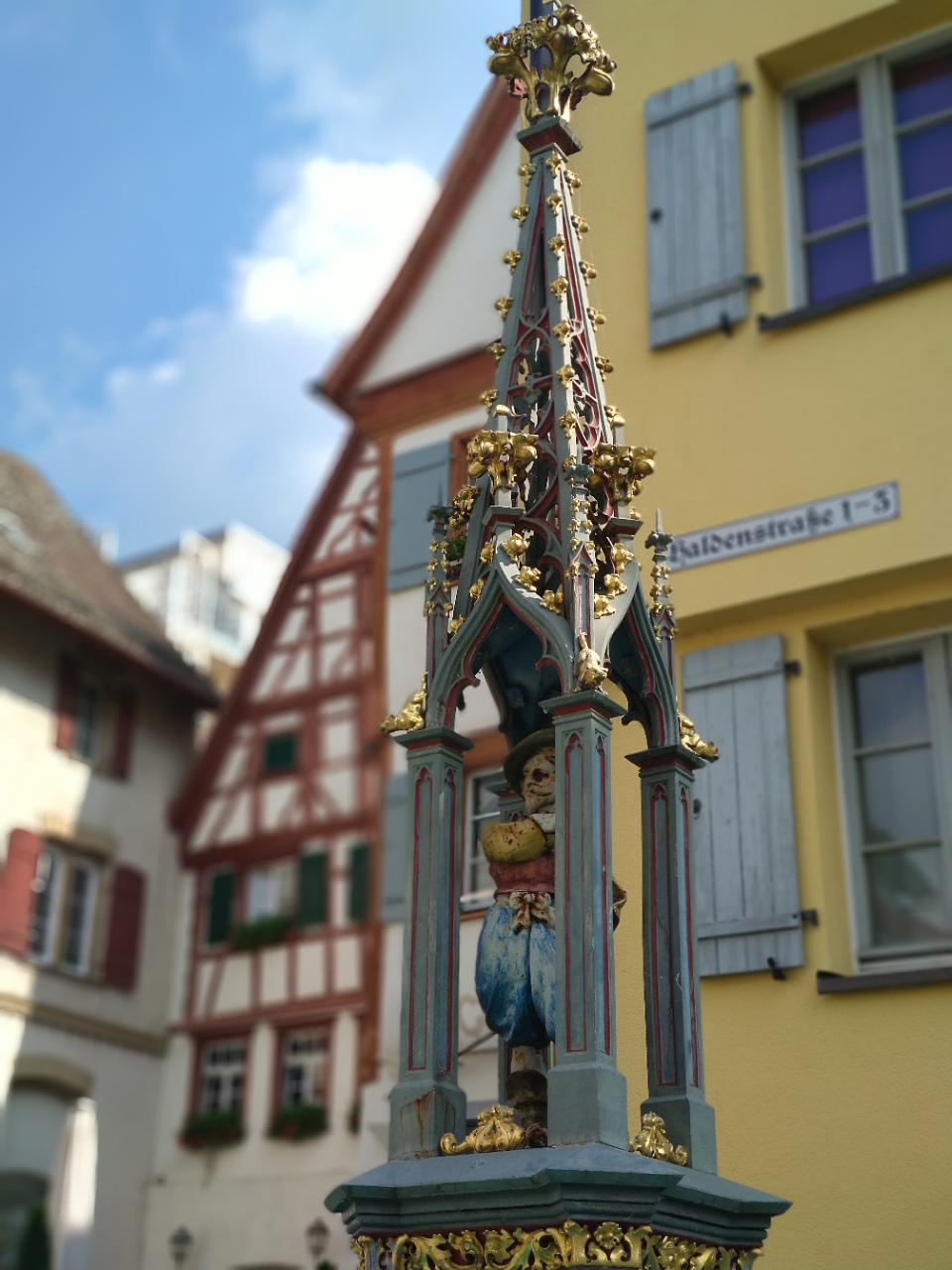
Gotischer Brunnen in Riedlingen

Riedlingen liegt an der Oberschwäbischen Barockstraße, der Deutschen Fachwerkstraße, am Donauradweg und am Radwanderweg Donau-Bodensee. Seit 2009 verläuft der Oberschwäbische Pilgerweg, ein spiritueller Wanderweg, mit seiner Schleife 1 ebenfalls durch Riedlingen.
Das Rathaus wurde 1447 zunächst als Kaufhaus gebaut und ist heute Sitz der Stadtverwaltung. Hier befindet sich außerdem eine Dauerausstellung des deutsch-chilenischen Künstlers Wolf Kalz.

### Museen und Gedenkstätten
Das städtische Museum Schöne Stiege ist das Heimatmuseum der Stadt Riedlingen. Es wurde Ende 2002 in dem 1556 erbauten Fachwerkgebäude Schöne Stiege in der Rösslegasse 1 eingerichtet.
In der Nähe des Museums, am Wochenmarkt, befindet sich im Spital zum Heiligen Geist die städtische Galerie.
In der Stadtbücherei im ehemaligen Kapuzinerkloster wurde eine Gedenkstätte für den Schriftsteller Werner Dürrson eingerichtet.
Ein Mahnmal zur Erinnerung an die Ermordung dreier Häftlinge in der Zeit des Nationalsozialismus befinden sich am Eingang zum Klärwerk Riedlingen, dem Tatort.
Im Feuerwehrmuseum von Günther Hübler befindet sich eine private Feuerwehrsammlung.

### Bauwerke
Für die unter Denkmalschutz stehenden Kulturdenkmale der Stadt siehe die Liste der Kulturdenkmale in Riedlingen.

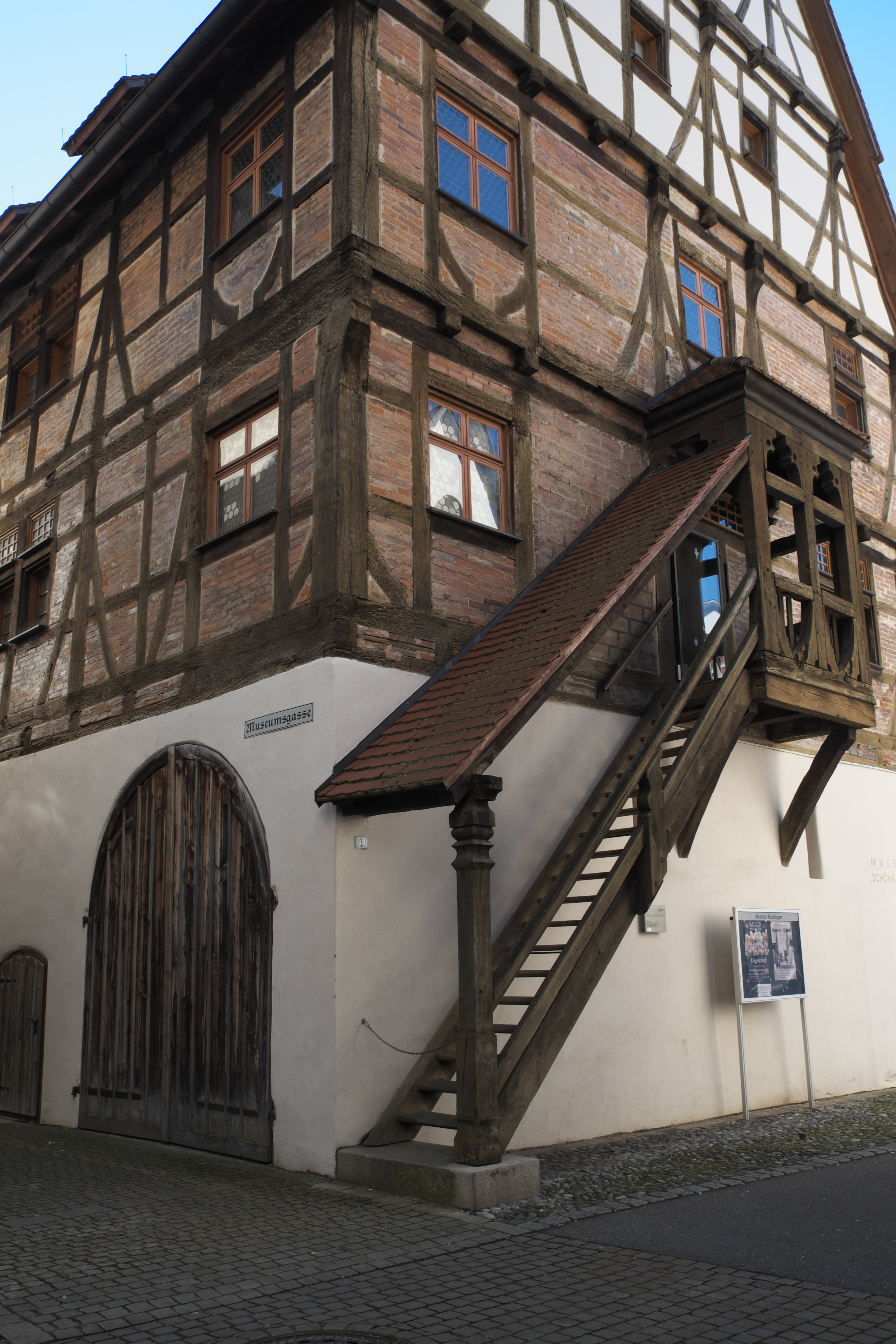
Schöne Stiege

- Schöne StiegeDie Altstadt von Riedlingen besticht durch ihren historischen Marktplatz mit Bürgerhäusern aus dem 17. und 18. Jahrhundert sowie dem „Wahrzeichen“ Riedlingens, der katholischen St. Georg (mit Stifterbild), deren älteste Darstellung aus dem Jahr 1589 stammt. Eine überregionale Attraktion ist die 1997 von Hartwig Späth erbaute Orgel. Das im Jahr 1556 erbaute Ackerbürgerhaus Schöne Stiege gehört zu den bauhistorisch wichtigsten und am besten erhaltenen Fachwerkbauten Oberschwabens aus dem 16. Jahrhundert. Heute ist dort das Stadtmuseum (siehe oben) untergebracht.
- Das „Steinerne Haus“ ist das ehemalige Stadthaus des Zisterzienserinnen-Klosters Heiligkreuztal (Lange Straße 16). Bereits 1255 bekam das Kloster eine Immobilie in Riedlingen als Schenkung, und 1310 bekamen sie ein weiteres Haus von Hermann von Hornstein übereignet. Im Jahre 1328 ist in den Urkunden von einem „stainhus ze Ruodelingen“ die Rede, welches dem Kloster gehörte, aber kaum identisch mit dem heutigen Haus sein dürfte. Die ältesten Gebäudeteile auf der Westseite sind Bestandteil der ersten Riedlinger Stadtmauer und daher könnte das Mauerwerk dort noch aus dem 13./14. Jahrhundert stammen. Das dreistöckige Haus stammt ursprünglich aus dem 15. Jahrhundert, aus dieser Zeit stammt der Staffelgiebel im Norden. Vielleicht erfolgte ein weiterer Umbau unter der baufreudige Äbtissin Veronika von Rietheim in der ersten Hälfte des 16. Jahrhunderts. Im Jahre 1769 wurde das Haus jedenfalls barockisiert. Die damalige Bauherrin war Äbtissin Maria Josepha de Vivier (24. Februar 1726 – 26. Februar 1795, amtierte 1761–1793) von Kloster Heiligkreuztal. Ihr sandsteinernes Wappen schmückt die Fassade der Längsseite. Die Initialen auf dem Schriftband lauten „M I A Z H + T“ und stehen für Maria Iosepha Äbtissin Zu Heilig+tal. In der kleinen monochromen Kartusche unter dem eigentlichen Wappen ist die Datierung in dreiviertelkreisförmig im Uhrzeigersinn umlaufenden römischen Zahlzeichen angebracht: MDCCLXIX = 1769. Im 18. Jahrhundert wohnte in dem Haus die Bildhauerfamilie Kazenmayer. Nach der Säkularisation wurde das Haus 1805 an Privateigentümer verkauft. Der Südgiebel stürzte 1872 ein und wurde erneuert, daher fehlt dort die Treppenform des Giebels. Die illusionistische Fassadenmalerei mit Szenen aus der Geschichte der Stadt und des Reiches erhielt das Haus in den Jahren 1910 bis 1911.Historischer Hängegarten im Teilort Neufra

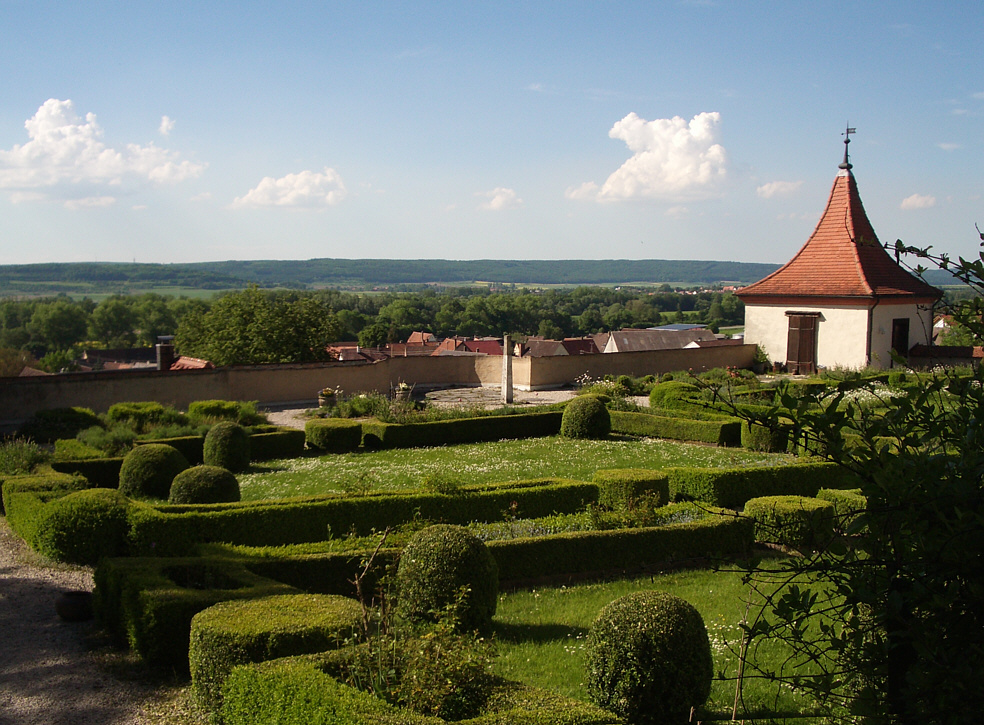
Historischer Hängegarten im Teilort Neufra

- Im Riedlinger Teilort Neufra an der Donau findet man einen Renaissancegarten, der 1569 bis 1573 von Graf Georg von Helfenstein als „Hängegarten“ auf einer eigens errichteten Erweiterung des natürlichen Schlossberges angelegt wurde. Der Garten wird von 14 bis zu neun Meter hohen Gewölben getragen. Der historische Garten wurde 1988 von Waltraud Johannsen nach einer Zeichnung aus dem Archiv der Fürsten zu Fürstenberg mit Hilfe des Denkmalamts saniert.
- Sehenswert ist auch das etwa zehn Kilometer nördlich von Riedlingen direkt am Fuße der Schwäbischen Alb bei der Mündung der Zwiefalter Aach in die Donau gelegene malerische Schloss Zwiefaltendorf, dessen Geschichte bis ins 11. Jahrhundert zurückreicht. Das Kloster Zwiefalten mit seinem imposanten spätbarocken Münster befindet sich nur wenige Kilometer westlich davon.

### Jährliche Veranstaltungen

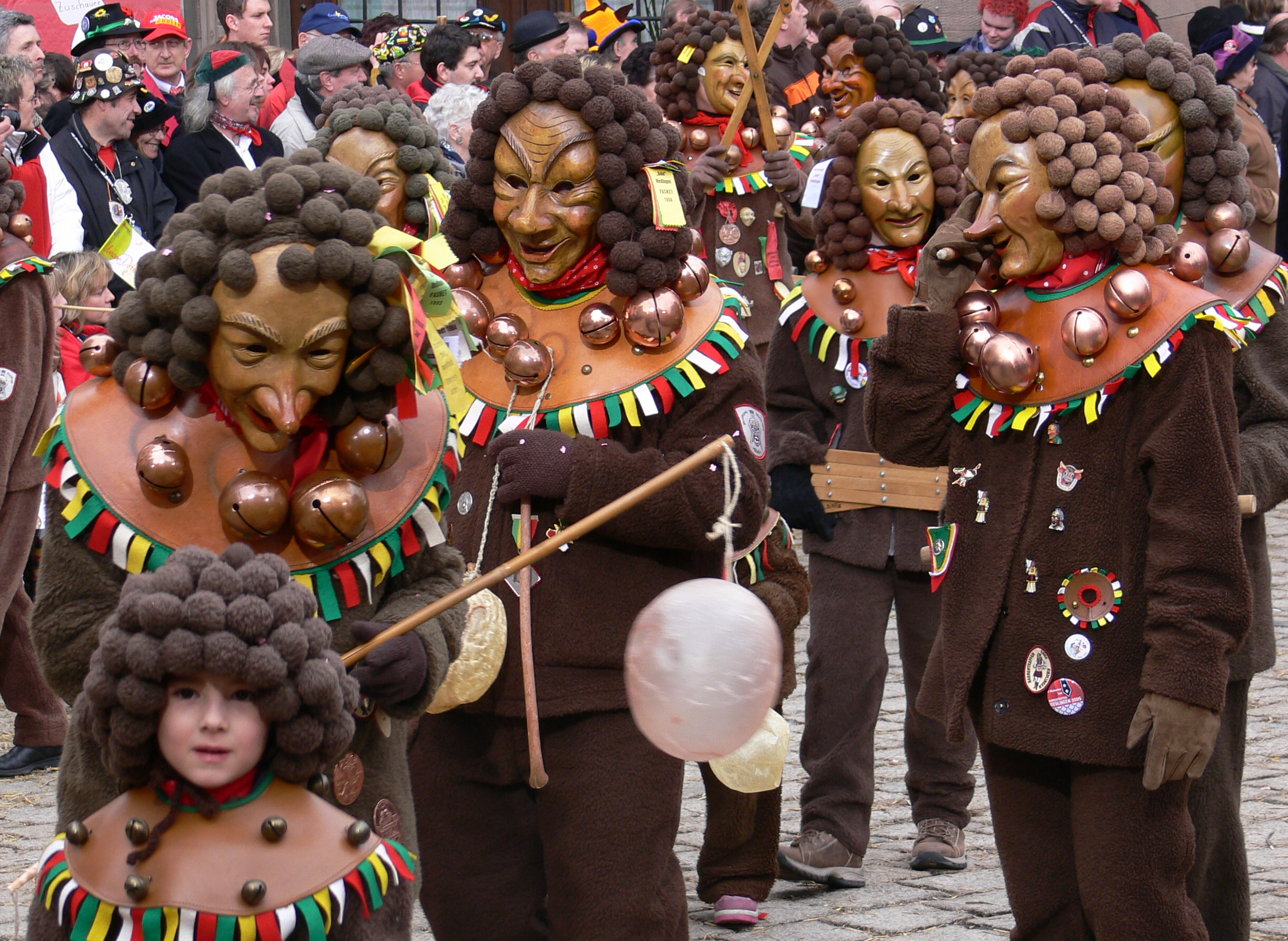
Das Boppele der Narrenzunft Gole Riedlingen

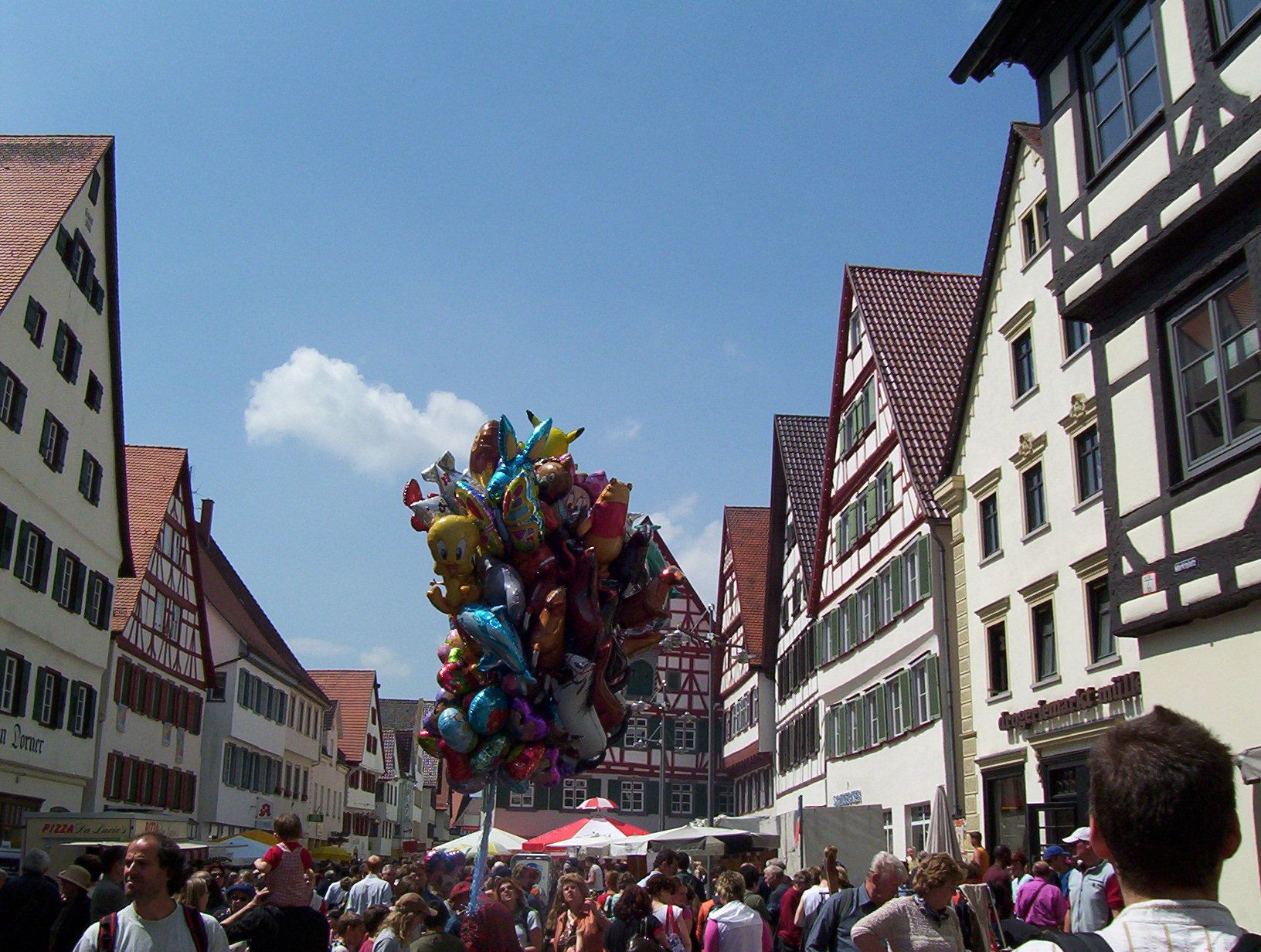
Riedlinger Flohmarkt

- Die Riedlinger Fasnet ist eine schwäbisch-alemannische Fasnacht mit der Hauptfigur Gole. Die Narrenzunft Gole wurde 1865 gegründet und zählt heute mehr als 1.300 Mitglieder.
- Am dritten Samstag im Mai wird in der Riedlinger Altstadt jedes Jahr ein Flohmarkt abgehalten, der zu den größten seiner Art in Süddeutschland zählt.
- Am Montag vor dem Fest des heiligen Gallus (16. Oktober) findet jedes Jahr der Gallusmarkt als großer Jahrmarkt statt. Tradition hat dabei das am Vorabend abgehaltene große Feuerwerk am Donauufer.
- Jeden letzten Donnerstag im August zieht der Fohlenmarkt Gäste aus ganz Europa an.[74] Er gilt als der größte Warmblut-Fohlenmarkt Deutschlands.
- Der Stadtlauf, der immer Ende April durchgeführt wird, findet seit 1999 regen Anklang bei Spitzen- und sonstigen Sportlern aus der Region. Start und Ziel des Laufes sind in der Altstadt Riedlingens.
- Jeweils am ersten Sonntag der Sommerferien findet auf dem Flugplatz das Riedlinger Oldtimer-Treffen statt, das 2010 mit 300 Oldtimern und 50 Flugzeugen bestückt war und mehr als 2.000 Besucher zählte.[75]

### Sport
In der Nähe der Realschule wurde ein Lehrpfad angelegt. Barfuß kann dort auf unterschiedlichem Untergrund das Balancieren getestet werden.

### Natur
- Zwiefaltendorfer Tropfsteinhöhle, mit einer Länge von 27 Metern kleinste Schauhöhle in Deutschland.

## Wirtschaft und Infrastruktur

### Verkehr

#### Bahn- und Busverkehr
Der Bahnhof Riedlingen liegt an der Donaubahn (Bahnstrecke Ulm–Sigmaringen) und wird von Regionalexpress-Zügen bedient. Nach Ulm und Sigmaringen besteht ein Stunden-Takt, für den Zielort Donaueschingen, teilweise bis Villingen, ein Zwei-Stunden-Takt. Darüber hinaus gibt es unter anderem direkte Busverbindungen nach Reutlingen und nach Ehingen (Donau). Seit September 2023 besteht eine stündliche Regiobus-Verbindung (Linie X380) zwischen Riedlingen und der Kreisstadt Biberach an der Riß – ein Regiobus ist ein regionaler Schnellbus, der in Bahn-Nebenachsen vergleichbare Angebote bereitstellt. Die Linie ersetzt die fehlende Bahnverbindung und ist auf die Anschlüsse des Schienenverkehrs abgestimmt. Sie verkehrt montags bis freitags zwischen 5:00 und 24:00 Uhr, samstags von 6:00 bis 24:00 Uhr sowie sonntags von 7:00 bis 24:00 Uhr.
1916 wurde die Federseebahn (Kanzachtalbahn) Schussenried – Riedlingen als letzte Schmalspurstrecke Baden-Württembergs mit dem letzten Teilstück von Dürmentingen bis Riedlingen eröffnet. Bereits 1960 wurde allerdings der gesamte Verkehr auf diesem Streckenteil eingestellt und die Strecke rückgebaut.
Am 27. Juli 2025 ereignete sich beim Ortsteil Zell der Eisenbahnunfall von Riedlingen mit 3 Toten und 36 Verletzten.

#### Fernstraßen
In Riedlingen kreuzen sich die Bundesstraßen 312 (Stuttgart – Reutlingen – Biberach – Memmingen) und 311 (Donaueschingen – Tuttlingen – Ulm).

#### Radverkehr
Durch Alltagsrouten aus dem Radnetz Baden-Württemberg ist Riedlingen
- über die Stadtteile Bechingen, Zell und Zwiefaltendorf und über Obermarchtal, Untermarchtal, Munderkingen und Rottenacker mit Ehingen an der Donau,
- über Göffingen (Gemeinde Unlingen), Hailtingen (Gemeinde Dürmentingen) und Uttenweiler mit Biberach und
- am Stadtteil Neufra vorbei und über Ertingen und Herbertingen
  - mit Mengen und
  - mit Bad Saulgau verbunden.

Durch Riedlingen verläuft als Radfernweg der Donauradweg. Er führt von Donaueschingen über Passau, Wien und Budapest bis zur Mündung in das Schwarze Meer. Er wird ab Tuttlingen auch als EuroVelo-Route EV6 und zwischen Tuttlingen und Passau als D-Route 6 geführt.

#### Fluggelände
Die Stadt verfügt außerdem über ein Segelfluggelände, das auch mit Ultraleichtflugzeugen und Motorseglern angeflogen werden kann.

### Ansässige Unternehmen
- Silit (Hersteller des Schnellkochtopfs Sicomatic)
- Feinguss Blank
- Dairyfood GmbH (Milchprodukte)
- Karl Schlegel OHG mit Gartencenter-Shop 24#
- Linzmeier Bauelemente GmbH
- MAXXCAMP GmbH

Bis zum Beginn des 21. Jahrhunderts gab es in Riedlingen die Traditionsfirma Zinngießerei Felix Sturm.

### Beschäftigung und Einkommen
Es wurden laut Stadttistik.de in Riedlingen Ende 2021 insgesamt 5.214 lohn- und einkommensteuerpflichtige Personen gezählt, die ein Gesamteinkommen von 208.909.000 Euro erwirtschafteten. Davon waren 2018 4.452 am Wohnort beschäftigt. 221 Ortsansässige waren 2023  als arbeitslos gemeldet, darunter 77 Langzeitarbeitslose.

### Einnahmen und Ausgaben 2022
Der Gesamtergebnishaushalt weist für 2022 folgende Ergebnisse aus:
- Ordentliche Erträge  30.009.343,31 Euro (2024 33.419.500 Euro[84])
  - Steuern und Abgaben 13.695.662,16 Euro (Ergebnis 2022)
    - Gewerbesteuereinnahmen 5.061.702,45 € (Durchschnitt 2017 bis 2023: 4,5 Mio.)
    - Grundsteuer A 82.337,034 €
    - Grundsteuer B 1.585.011,13 €
    - Gemeindeanteil Einkommenssteuer 5.206.071,37 €  (2024: 6.086.300 €)
    - Gemeindeanteil Umsatzsteuer 775.124,72 €

  - Zuwendungen, Zuweisungen, Umlagen 12.869.779,56 Euro

- Ordentliche Aufwendungen 23.693.058,00 Euro

### Schuldenstand
Die Schulden beliefen sich in Riedlingen 2015 auf 10,8 Millionen Euro. Der Schuldenstand verringerte sich zum 31. Dezember 2023 auf geschätzte 2.848.472,16. Das ergibt eine Pro‐Kopf‐Verschuldung von 255,54 € für den städtischen Haushalt. Zum 1. Januar 2025 wurde ein Schuldenstand von Stand etwa 2.641.344 € Euro eingeplant.

### Bildungseinrichtungen

#### Allgemeinbildende Schulen

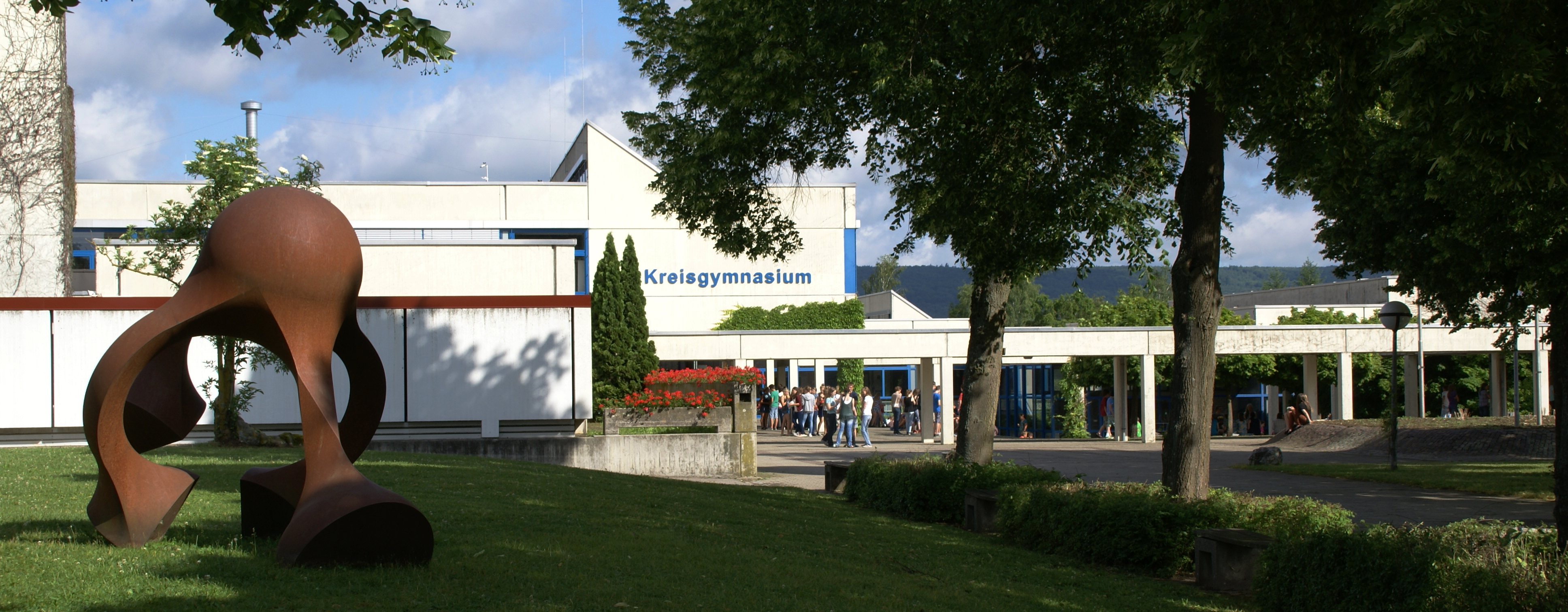
Kreisgymnasium

Riedlingen ist auch Schulstadt von regionaler Bedeutung. Neben allgemeinbildenden Schulen aller Schularten gibt es eine berufliche Schule und eine Jugendmusikschule. Das Einzugsgebiet des Riedlinger Kreisgymnasiums reicht bis Bad Buchau und bis weit auf die Schwäbische Alb. Des Weiteren besteht seit 1970 die Geschwister-Scholl-Realschule in der Goethestraße, die Joseph-Christian-Gemeinschaftsschule im früheren Gebäude des Gymnasiums und die Berufliche Schule, die Schularten aus dem gewerblichen, kaufmännischen und hauswirtschaftlichen Bereich vereint. Teil des Angebots ist die Wirtschaftsoberschule, die auf dem zweiten Bildungsweg die Chance bietet, in zwei Jahren die Allgemeine Hochschulreife zu erlangen.
Neben den staatlichen Schulen wurde 2004 die Freie Schule Riedlingen gegründet, die sich an der Waldorfpädagogik orientierte; die Betriebsgenehmigung wurde jedoch 2008 widerrufen und die Schule musste schließen.
In der Erwachsenenbildung betätigen sich das Kolping-Bildungswerk und die Volkshochschule Donau-Bussen e. V.

#### Hochschule
Die Stadt ist seit 1996 Stammsitz der SRH Fernhochschule – The Mobile University, einer staatlich anerkannten Hochschule, zugleich der größten privaten Hochschule in Baden-Württemberg. Rektor und Geschäftsführer ist Otmar Schneck. Riedlingen ist damit zweiter Hochschulstandort im Landkreis Biberach. 2018 wurde ein Campusgebäude in der Kirchstraße auf der St. Agneswiese zwischen St. Agnes und dem Finanzamt errichtet. Die SRH bietet 51 staatlich anerkannte Bachelor- und Master-Studiengänge sowie über 60 Hochschulzertifikate. 2022 wurde Riedlingen offiziell die Bezeichnung Hochschulstadt verliehen. Dieser Status ist mit einer Förderung von jährlich etwa 500.000 Euro verbunden, abhängig von der Zahl der Studierenden.

## Seniorengenossenschaft
Die 1991 gegründete Seniorengenossenschaft ist eine bürgerschaftliche Selbsthilfeeinrichtung. Das Modellprojekt in Riedlingen war das erste seiner Art in ganz Deutschland. Zweck der Genossenschaft ist es, ältere, auf Hilfe angewiesene Mitglieder so zu unterstützen, dass diese bis zum Lebensende in ihrem vertrauten Wohnumfeld verbleiben können; für die jüngeren Mitglieder bietet sich so die Möglichkeit, zusätzlich fürs Alter vorzusorgen. Der Verein erhielt 2004 den Zukunftspreis vom Institut für Zukunftsstudien und Technologiebewertung.

## Persönlichkeiten

### Ehrenbürger
In der Geschichte der Stadt Riedlingen wurde die Ehrenbürgerwürde bislang an elf Personen vergeben. Wilfried Steuer und Winfried Aßfalg sind die einzigen noch lebenden Ehrenbürger.
- 1914: Adolf Gröber (1854–1919), Reichstags- und Landtagsabgeordneter (Zentrumspartei)
- 1917: Carl Buz (1853–1919), Professor
- 1926: Franz Xaver Maier (1859–1931), Bürgermeister
- 1953: Theodor Selig (1874–1967), Pfarrer
- 1959: Josef Kohler (1879–1967), Obersteuersekretär
- 1964: Kilian Fischer (1886–1975), Bürgermeister
- 1967: Franz Zeller (1879–1953), Studiendirektor
- 1967: Odilo Burkart (1899–1979), Generaldirektor
- 1981: Albert Burkart (1898–1982), Maler
- 1992: Wilfried Steuer (* 1933), Altlandrat, Politiker (CDU) und ehemaliger Manager in der Energiewirtschaft
- 2010: Winfried Aßfalg (* 1940), Sonderschulrektor, Museumsleiter, Autor, Fotograf, Heimatforscher und Storchenbeauftragter

### Söhne und Töchter der Stadt
- Schweikhard von Helfenstein (1539–1599), Präsident des Reichskammergerichtes und kaiserlicher Statthalter von Tirol, auch Autor, Publizist und Förderer der Katholischen Reform
- Andreas von Jerin (1541–1596), Bischof von Breslau
- Hans Steiner (vor 1550–1610), Zeichner und Maler, Hofmaler in Stuttgart
- Agatha Mahler (gest. 1604), war die letzte in einem Riedlinger Hexenprozess hingerichtete Frau
- Georg Vischer (vor 1595–1637), Hofmaler in München
- Johann Joseph Christian (1706–1777), Bildhauer
- Franz Joseph Christian (1739–1798), Bildhauer
- Josef Anton Sauter (1742–1817), Kirchenrechtler und Hochschullehrer
- Conrad Graf (1782–1851), Klavierbauer
- Frederick Miller (1824–1888), Gründer der Großbrauerei Miller Brewing Company in Milwaukee
- Thadä(us) Eduard Miller (1819–1883), Kaufmann und Revolutionär, Gründer des Demokratischen Vereins, Leiter der Bürgerwehr, Haus Weilerstraße 12 (ursprünglich Nr. 148)[92]
- Paul Balluff (1826–1890), Apotheker
- Pius Maria Mayer OCarm (1848–1918), Generalvikar des Karmeliterordens
- Adolf Gröber (1854–1919), Politiker, Fraktionsvorsitzender des Zentrums im Reichstag
- Laurentius Zeller (1873–1945), Benediktiner in Beuron, Abt in Seckau und Trier, Erzabt und Bischof in Brasilien
- Gustav Merk (1874–1954), katholischer Priester und Archivar
- Hugo Pfister (1876–1968), Maler
- Maria Caspar-Filser (1878–1968), Malerin
- Willy Mißmahl (1885–1964), Chirurg
- Wilhelm Bröckel (1887–1957), Bank- und Verbandsdirektor
- Josef Keller (1887–1981), Konditor, gilt als einer der Erfinder der Schwarzwälder Kirschtorte
- Emil Münch (1891–1961), Kommunalpolitiker, von 1947 bis 1957 Landrat in Tettnang
- Konrad Stöhr (1893–1984), geboren in Daugendorf, Landwirtschaftslehrer, kommissarischer Landrat im Landkreis Tettnang
- Judas Thaddäus Mayer (1897–1972), Rechtsanwalt und Politiker (CDU)
- Albert Burkart (1898–1982), Künstler
- Ludwig Walz (1898–1989), Bürgermeister und Gerechter unter den Völkern

- Heinrich Suso Braun (1904–1977), Philosoph und Theologe des Kapuzinerordens
- Franz Freiherr von Bodman (1908–1945), SS-Obersturmführer und Lagerarzt in mehreren Konzentrationslagern
- Maria Elisabeth Stapp (1908–1995), Bildhauerin
- Karl Gesele (1912–1968), SS-Standartenführer
- Hans-Peter Mißmahl (1920–2008), Internist
- Augusta Hönle (1936–2024), geboren in Zwiefaltendorf, Gymnasiallehrerin und Althistorikerin
- Franz Xaver Bea (* 1937), Wirtschaftswissenschaftler
- Helmut Schlegel OFM (* 1943), Franziskaner, Priester, Meditationslehrer,
- Hans-Peter Mayer (* 1944), Europaabgeordneter der CDU für Niedersachsen
- Eugen Münch (* 1945), Unternehmer, Gründer des Rhön-Klinikums
- Franz Schmidberger (* 1946), katholischer Priester der Priesterbruderschaft St. Pius X.
- Wolfgang Schneiderhan (* 1946), Offizier, 2002–2009 Generalinspekteur der Bundeswehr
- Reginamaria Eder (* 1955), Missionsärztin, Leiterin des katholischen Gesundheitsdienstes in Kamerun
- Paula Bosch (* 1956), Sommelière
- Wolfgang Augustyn (* 1957), Kunsthistoriker
- Peter Schneider (* 1958), Politiker (CDU), Landtagsabgeordneter, Präsident des Sparkassenverbands Baden-Württemberg
- Wolfgang Amann (* 1959), von 1998 bis 2014 Oberbürgermeister der Stadt Geislingen an der Steige
- Wolfgang Blank (* 1959), Manager und Politiker
- Gudrun Abt (* 1962), Leichtathletin und Olympiateilnehmerin
- Christina Eberl-Borges (* 1962), Juristin und Hochschullehrerin
- Thomas Treß (* 1966), Geschäftsführer bei Borussia Dortmund, Bereiche Finanzen und Organisation
- Michael Panzer (* 1967), als Frl. Wommy Wonder bekannter Travestiekünstler und Kabarettist
- Friedemann Johannes Wieland (* 1969), Kantor, Organist, Kirchenmusiker am Ulmer Münster
- Martin Bendel (* 1973), Verwaltungsjurist und Erster Bürgermeister der Stadt Ulm
- Jan Wiechert (* 1982), Autor und Historiker
- Mario Gómez (* 1985), Fußballspieler
- Elena Wiest (* 1990), Schriftstellerin und Journalistin
- Mia Büchele (* 2003), Fußballspielerin

### Personen, die mit der Stadt in Verbindung stehen
- Karl Brugger (1942–1984),  Auslandskorrespondent der ARD (Erstes Deutsches Fernsehen) und Autor.
- Richard Hohly (1902–1995), 1931 bis 1934 Kunstlehrer am Riedlinger Progymnasium als erster Zeichenlehrer, der eine Kunstakademie besucht hatte, Erstellung von 12 Wandbildern im Festsaal des Gymnasiums 1932, von Nationalsozialisten 1934 zerstört, 1995 freigelegt und restauriert. Im Wohngebiet auf der Klinge wurde eine Straße nach ihm benannt.[93]
- Kaspar von Karpfen zu Pflummern (um 1580), Lehensherr von Pflummern
- Hugo Koch (1869–1940), katholischer Theologe und Kirchenhistoriker, besuchte die Lateinschule in Riedlingen.
- Richard Lohrmann (1896–1970), Forstmann und Naturschützer, leitete von 1946 bis 1961 das Forstamt Riedlingen
- Johannes Zwick (um 1496–1542), Pfarrer in Riedlingen 1522–1525, Reformationsversuch
- Ernst Jünger (1895–1998), Schriftsteller, Philosoph, Offizier und Insektenkundler; verstarb im Kreiskrankenhaus Riedlingen